# Baden-Baden
Pour les articles homonymes, voir Baden et Baden Baden (homonymie).
Baden-Baden (en allemand : /ˈbaːdn̩/ ) est une ville allemande, située dans le Land de Bade-Wurtemberg et à la lisière nord-ouest de la Forêt-Noire. La ville est connue pour son centre de villégiature et sa station thermale parmi les plus distinguées du monde où se tiennent en outre plusieurs festivals internationaux. Baden-Baden possède le taux de millionnaires et de multimillionnaires le plus élevé d'Allemagne.
En 1997, le titre de ville olympique est décerné à Baden-Baden par le Comité international olympique. En 2019, la ville compte 55 120 habitants.
Baden-Baden fait partie du district de Karlsruhe et de l'aire urbaine Mittlerer Oberrhein.

## Toponymie
Jusqu'en 1931, la ville portait le nom de Baden (« Les Bains » en français), en référence aux thermes romains à l’origine de la ville. Mais on l'appelait la plupart du temps Baden in Baden (c’est-à-dire « Baden dans le pays de Bade »), afin de la distinguer d’autres villes germanophones portant le même nom de Baden, sachant que le pays de Bade doit également son nom à la ville, d'où l'origine du double nom de la cité.

## Géographie
La plus grande partie de la ville, située à environ 60 km de Strasbourg et 40 km de Karlsruhe, est encaissée dans la vallée de l'Oos, petite rivière affluent de la rive droite du Rhin. La ville s'est constituée par annexions successives de quartiers situés toujours plus à l'ouest, jusqu'à son débouché dans la plaine du Rhin, où se trouvent concentrées la plupart des activités industrielles.
En dépit de l'urbanisation progressive des coteaux de la Forêt-Noire, l'essentiel du tissu urbain se trouve concentré en une longue bande d'une dizaine de kilomètres de long, située dans la vallée.
Seule la frange occidentale de la commune n'est pas bordée par des surfaces boisées : de n'importe quelle partie de la ville, on peut marcher moins de 2 km (voire beaucoup moins) et se retrouver en pleine forêt.

### Climat
| Mois                              | jan. | fév. | mars | avril | mai  | juin | jui. | août | sep. | oct. | nov. | déc. | année |
| --------------------------------- | ---- | ---- | ---- | ----- | ---- | ---- | ---- | ---- | ---- | ---- | ---- | ---- | ----- |
| Température minimale moyenne (°C) | −1,3 | −1,1 | 1,4  | 4,1   | 8,2  | 11,6 | 13,5 | 13,1 | 9,5  | 6,1  | 2,2  | −0,2 | 5,6   |
| Température moyenne (°C)          | 2,2  | 2,9  | 6,2  | 10    | 14,1 | 17,5 | 19,3 | 18,8 | 14,7 | 10,4 | 5,7  | 3    | 10,4  |
| Température maximale moyenne (°C) | 5,6  | 7,1  | 11,4 | 16    | 19,8 | 23,2 | 25,2 | 25,1 | 20,5 | 15,4 | 9,5  | 6,3  | 15,4  |
| Précipitations (mm)               | 107  | 99   | 106  | 79    | 119  | 104  | 117  | 102  | 91   | 109  | 113  | 122  | 1 268 |

## Histoire
| Appartenances historiques Margraviat de Bade 1112-1535 Margraviat de Bade-Bade 1535-1771 Margraviat de Bade 1771-1803 Électorat de Bade 1803–1806 Grand-duché de Bade 1806–1918 Empire allemand 1871–1918 République de Weimar 1918–1933 Reich allemand 1933–1945 Allemagne occupée 1945–1949 Allemagne de l'Ouest 1949-1990 Allemagne 1990–présent |

### Origines
Ce sont les Romains qui fondèrent la ville en 80 ap. J.-C. ; profitant de la présence d'une source thermale chaude (68 °C), ils y construisirent des thermes et la cité prit le nom de Aquae Aureliae (ou Aurelia Aquensis).
Vers l’an 260, la ville fut prise par les Germains, puis tomba au VIIIe siècle sous la domination franque.
Après la division du margraviat de Bade sous l'autorité de trois branches distinctes de la maison de Zähringen, Baden-Baden échut à la branche dite de Baden-Baden, du XIIe siècle jusqu'à la courte réunification de 1503 à 1527.
Les guerres de religion provoquèrent une nouvelle division du margraviat en 1527, Baden-Baden étant le siège de la nouvelle branche catholique de la famille, qui finit par s'éteindre en 1771, le margraviat étant alors réunifié entre les mains de la branche luthérienne dite de Baden-Durlach, résidant à Karlsruhe.
Baden-Baden fut dévastée le 24 août 1689 par les troupes françaises.

### Essor de la station thermale duXVIIIeauXXesiècle

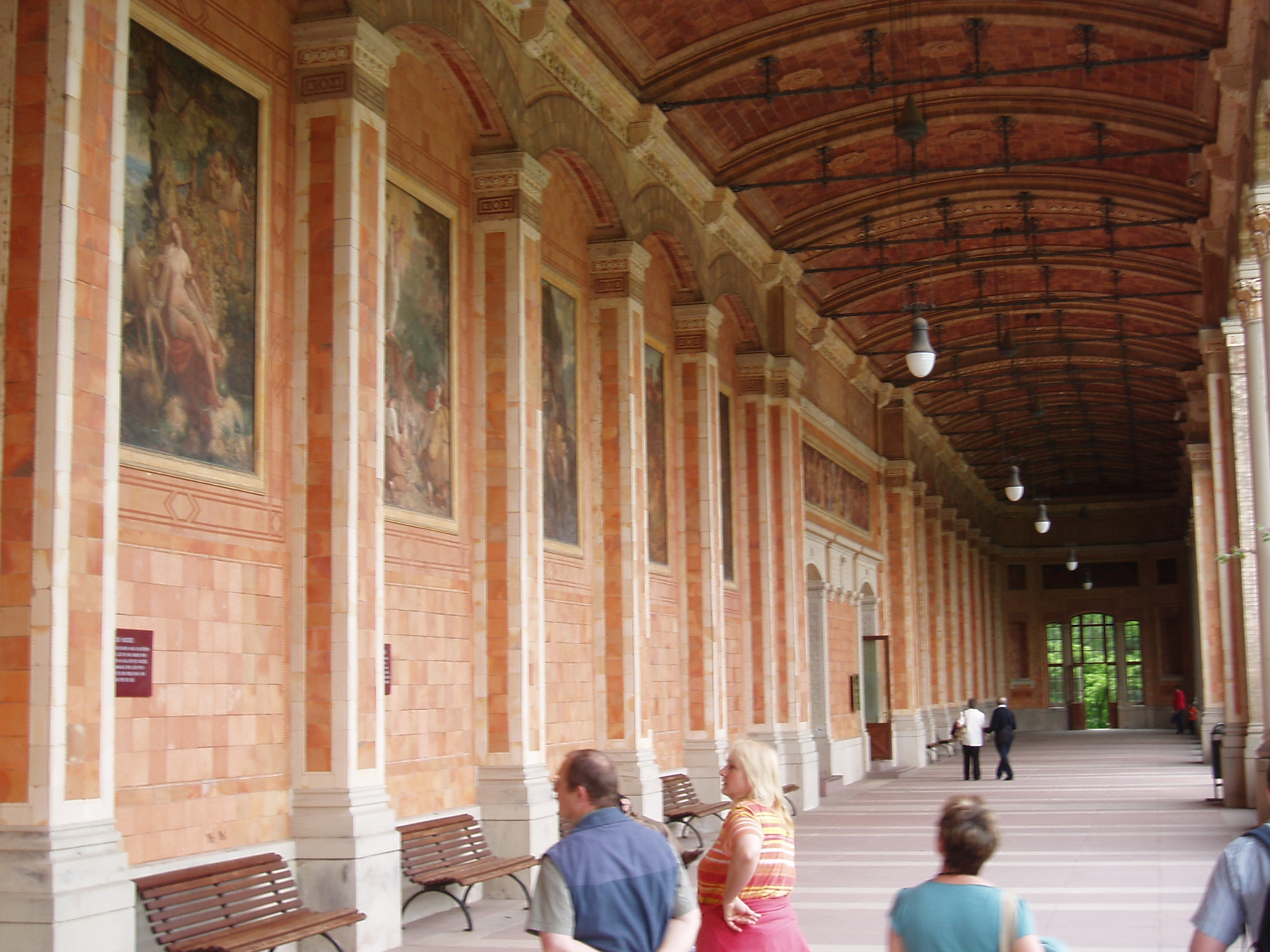
Galerie extérieure de la Trinkhalle, l'établissement thermal, garnie de fresques.

À la fin du XVIIIe siècle, la ville devint une station thermale réputée dans toute l'Europe, au point d'être réputée comme la « capitale d'été » de l'Europe, de 1840 à 1870.
Le 4 juillet 1796 eut lieu la bataille de Baden entre les troupes autrichiennes et françaises.
Stéphanie de Beauharnais, fille adoptive de Napoléon Ier et grande-duchesse de Bade, en avait fait son lieu de villégiature.
De 1855 à 1914, la famille impériale russe et plusieurs familles de l'aristocratie russe vinrent presque chaque année à Baden-Baden, au point que l'on surnommait la ville « la capitale officieuse de Russie ».
Baden-Baden fut aussi le lieu de séjour des grandes figures de la littérature russe, parmi lesquelles Tourgueniev (qui y résida durant sept ans), Gogol, Tolstoï et Dostoïevski, qui y vécurent également plusieurs années. Les Russes venaient surtout à Baden-Baden pour son casino, les jeux d'argent étant interdits dans l'Empire russe.

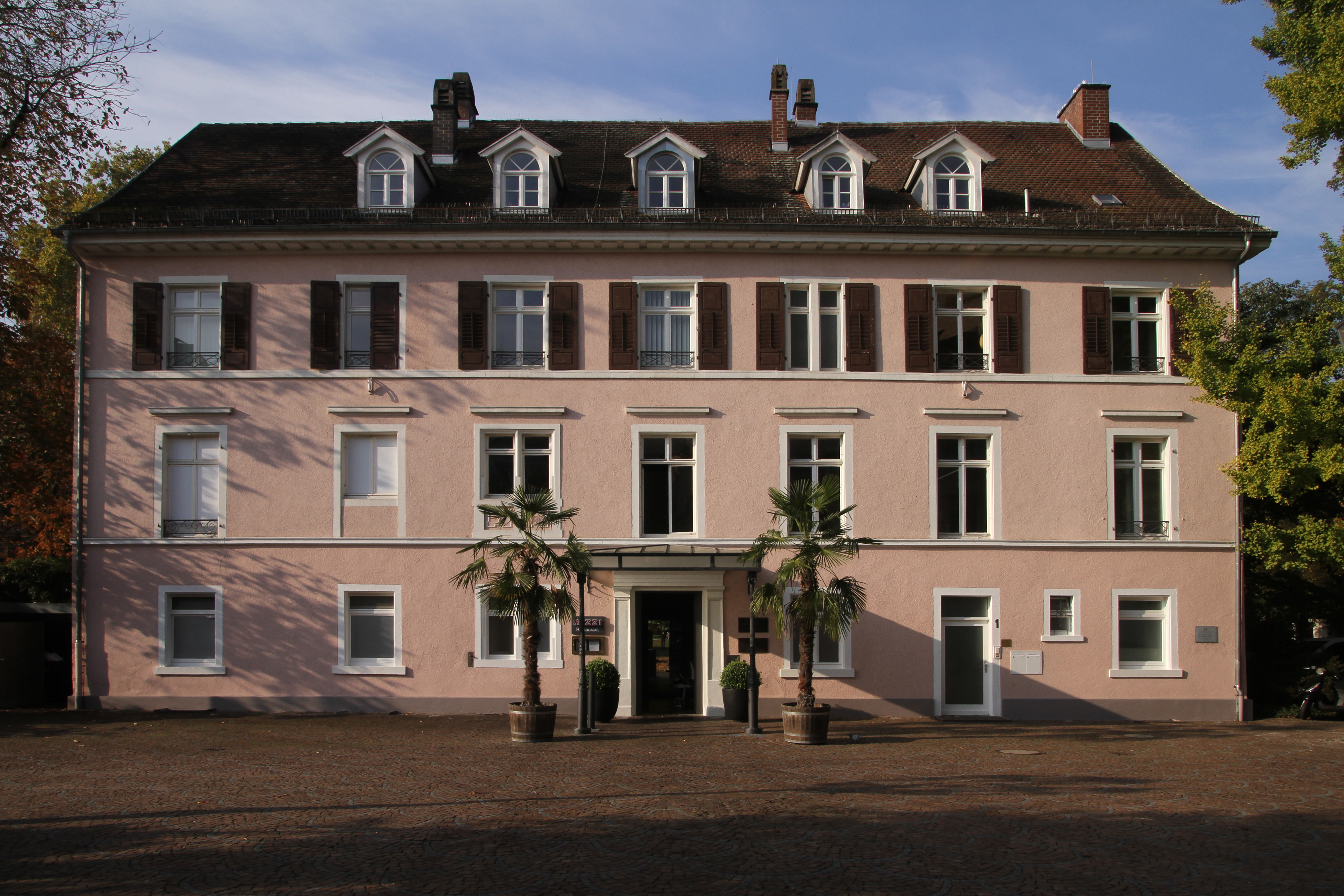
Dépendance du Palais Gagarine en 2018 (seul bâtiment restant de l'ensemble démoli en 1952)

Les princesses Tatiana Gagarine et Maria Nikolaïevna Romanov firent construire l'église de la Transfiguration et en firent leur sépulture.
Des Anglais créèrent par ailleurs un club de tennis et un golf, les premiers d'Allemagne ; la demi-sœur de la reine Victoria, Théodora de Leiningen, vivait à Baden-Baden. Les Américains aussi commencèrent à priser la ville, en témoignent des villas de style bostonien le long de la Maria-Viktoria-Strasse.
Les thermes Friedrich, inaugurés en 1877, restent l'un des plus beaux établissements thermaux au monde et un des plus modernes lors de sa création. De style néo-Renaissance, doté d'une coupole au-dessus du bassin central, le bâtiment a conservé les cuivres, les stucs, les fresques et les carreaux de faïence peints d'origine.
L'essor de la ville est aussi accéléré par le lancement du casino conçu par un homme d'affaires français, Jacques Bénazet, surnommé le « roi de Bade ». Depuis lors, les joueurs se sont succédé à la roulette ou à l'hippodrome, comme Léon Tolstoï ou Marlène Dietrich.
Jusqu'en 1931, la ville porte le nom de Baden. Elle est ensuite renommée pour la différencier d'autres localités homonymes d'Allemagne et d'autres pays de langue allemande.
Ce fut également un lieu de persécution de la population juive durant la Seconde Guerre mondiale et la ville servit de camp de prisonniers juifs en attendant la déportation vers le camp de Gurs en France.

### Depuis la Seconde Guerre mondiale
En 1945, après l'effondrement du Troisième Reich, la ville, épargnée par les bombardements alliés, devint le siège du commandement en chef des Forces françaises en Allemagne (FFA), avec construction d'une véritable ville française dans les quartiers ouest de Baden-Baden, dans laquelle vivaient environ 5 000 Français (militaires du contingent, officiers, familles) disposant de nombreuses infrastructures : supermarchés (les « économats »), écoles et lycée français (écoles « Bretagne », « Normandie », « Paris », lycée Charles-de-Gaulle) de la Direction de l'enseignement français en Allemagne (dont le siège pour toute l'Allemagne y était installé), église catholique, etc. Cette présence a pris fin le 17 décembre 1999, mais les anciens quartiers français ont conservé leurs noms d'origine. Cependant, l'église catholique française est devenue un théâtre d'art et essai et le mess des officiers (« La Tour d'Auvergne »), le siège d'une maison d'édition.
Le 29 mai 1968, au plus fort de la contestation du pouvoir politique en France, le général Jacques Massu, alors commandant en chef des forces françaises en Allemagne (FFA), y accueillit le général de Gaulle, dans sa résidence de fonction au pavillon de chasse du Fremersberg, située à l'écart de la ville, sur les flancs du Fremersberg, et l'assura de la fidélité de l'armée. Plusieurs thèses cherchent à expliquer ce départ : défaillance du Général, manœuvre militaire ou psychologique, volonté de chercher l'appui des FFA. Selon le journaliste Henri-Christian Giraud, le général y serait allé chercher la garantie que Moscou ne pousserait pas les communistes français à profiter de la vacance du pouvoir, via Massu qui était en contact avec le maréchal de l'Union soviétique Piotr Kochevoï, commandant en chef des troupes soviétiques en Allemagne.
La ville a gardé sa vocation touristique, notamment avec l'ouverture des « thermes de Caracalla » en 1985 (chalets, saunas et piscines) et d'un opéra de 2 500 places (l'un des plus grands d'Europe) en 1998, bâti dans l'ancienne gare construite pour l'empereur Guillaume II, agrémentée d'un bâtiment contemporain avec une façade vitrée. À partir de 1991, la ville est impliquée dans la coopération transfrontalière, en adhérant à l'eurodistrict Pamina.
Aujourd'hui, deux complexes thermaux proposent soins et relaxation grâce à toutes sortes de bains : de froid à très chaud (68 °C), à remous ou de vapeur. Quelque 800 000 litres d'eau thermale jaillissent chaque jour des profondeurs de la terre via douze sources.

## Politique

### Conseil communal
| Parti          | 1994 | 1999 | 2004 | 2009 | 2014 | 2019 |
| -------------- | ---- | ---- | ---- | ---- | ---- | ---- |
| Verts          | 5    | 4    | 7    | 7    | 8    | 11   |
| CDU            | 22   | 21   | 19   | 13   | 12   | 9    |
| SPD            | 10   | 7    | 7    | 7    | 7    | 5    |
| FW             | 0    | 0    | 0    | 7    | 6    | 4    |
| FDP            | 4    | 3    | 5    | 6    | 3    | 3    |
| AfD            | 0    | 0    | 0    | 0    | 0    | 3    |
| Listes locales | 12   | 10   | 8    | 0    | 4    | 5    |
| Total          | 53   | 45   | 46   | 40   | 40   | 40   |

### Liste des maires de Baden-Baden
- 1946-1969 : Ernst Schlapper, Union chrétienne-démocrate d'Allemagne (CDU).
- 1969-1990 : Walter Carlein, CDU.
- 1990-1998 : Ulrich Wendt, CDU.
- 1998-2006 : Sigrun Lang, sans parti.
- 2006-2014 : Wolfgang Gerstner, CDU.
- Depuis 2014 : Margret Mergen, CDU.

### Communes absorbées
- Absorptions par la ville de Baden-Baden (Stadt Baden-Baden) :
  - 1909 : Lichtental et Beuren
  - 1928 : Oos et Oosscheuren
- Absorptions par le Stadtkreis de Baden-Baden :
  - 1939 : Balg
  - 1er janvier 1972 : Ebersteinburg (jusque-là dépendant du Landkreis de Rastatt)
  - 1er juillet 1972 : Neuweier, Steinbach et Varnhalt (jusque-là dépendants du Landkreis de Bühl)
  - 1er janvier 1973 : Haueneberstein (jusque-là dépendant du Landkreis de Rastatt)
  - 1er janvier 1975 : Sandweier (jusque-là dépendant du Landkreis de Rastatt)

## Héraldique
Armes d'usage de la ville de Baden-Baden, jamais adoptées officiellement. Blasonnées d'or, à la bande de gueules, surmontée d'une couronne murale de trois tours de sable, elles reprennent les armes traditionnelles des premiers margraves de Bade, remises en vigueur en 1830 par le grand-duc de Bade, auxquelles elles ajoutent une couronne maçonnée.
(Revoir la couleur de l'illustration ; en héraldique « sable » : noir)

## Tourisme
- La galerie d'art de Baden-Baden, due à l'architecte art nouveau Hermann Billing (1909), abrite des expositions temporaires.
- Depuis l'automne 2004, le musée Frieder Burda, construit par l'architecte Richard Meier, abrite l'importante collection Frieder Burda (de) d'art contemporain.
- Palais des festivals (concerts, opéras, ballets).
- Mont Merkur (de) (Mercure), avec funiculaire.
- Ruines des thermes romains.
- Le Musée Fabergé sur la Sophienstrasse[13].
- Château de Hohenbaden, aussi nommé Vieux château (Altes Schloss).
- Nouveau château (Neues Schloss).
- Casino (de) (Kurhaus), construit par Friedrich Weinbrenner, dans les jardins duquel se tient chaque été, depuis 1976, un rassemblement d'automobiles historiques, l’Internationales Oldtimer-Meeting[14].
- Établissement thermal (Trinkhalle).
- Monastère cistercien de Lichtental[15].
- Théâtre, dont Hector Berlioz a dirigé le concert inaugural[7].
- Lac situé dans une ancienne carrière (Tripsee dans le langage d'une certaine jeunesse des années 1970).
- Hippodrome d'Iffezheim (de), sur lequel se court tous les ans le Grand Prix de Baden (Grosser Preis Von Baden), course hippique de plat préparatoire au Prix de l'Arc de Triomphe.
- La maison des thermes, construite dans le style néoclassique entre 1821 et 1824 par Friedrich Weinbrenner, était le lieu de rendez-vous de la haute société qui y organisait bals et concerts. Le casino, le plus ancien et le plus prestigieux d'Allemagne, en occupe l'aile droite.
- L'hôtel Brenner (de), où le président français Charles de Gaulle et le chancelier allemand Konrad Adenauer se sont rencontrés le 15 février 1962 afin de lancer le projet européen[7].
- L'Oos est une rivière dont le fond est pavé, située non loin de l'hôtel et de deux villas néoclassiques (la villa Stéphanie et la Parkvilla). Sur son long, une promenade, la Lichtentaler Allee (de), bordée de saules pleureurs, de rhododendrons et de pelouses, a été aménagée[7].

Baden-Baden
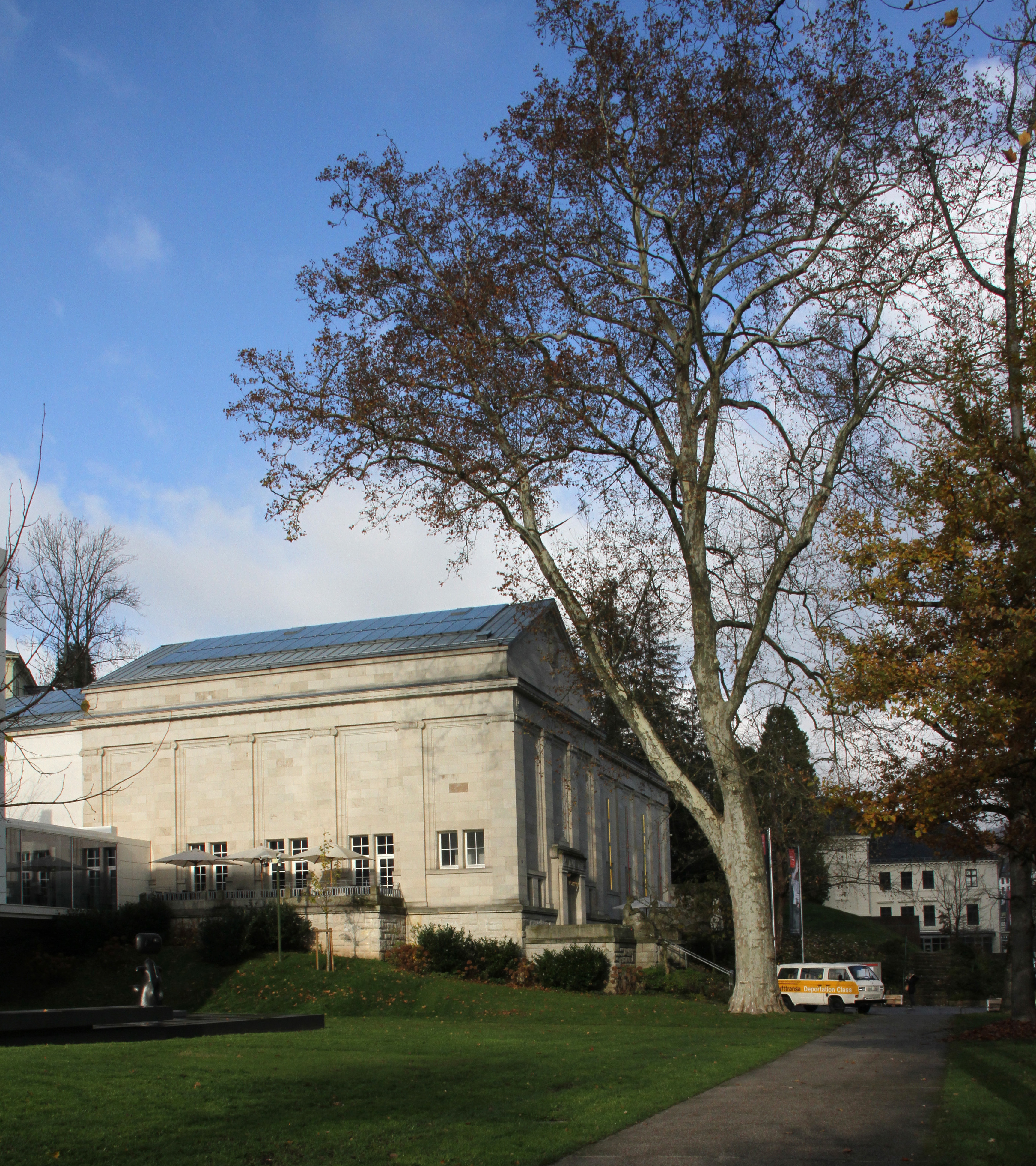
La galerie d'art.
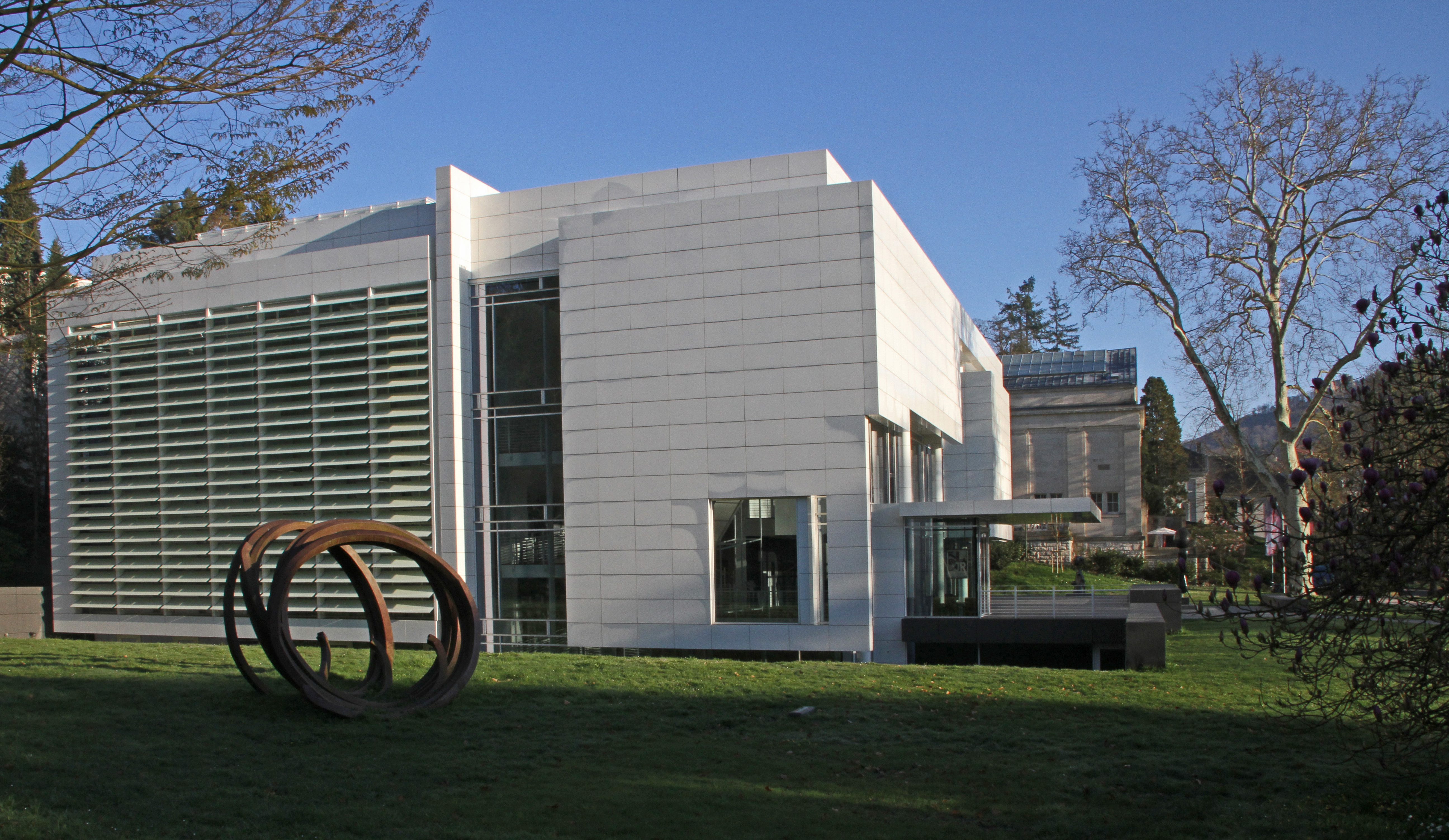
Musée Frieder Burda.
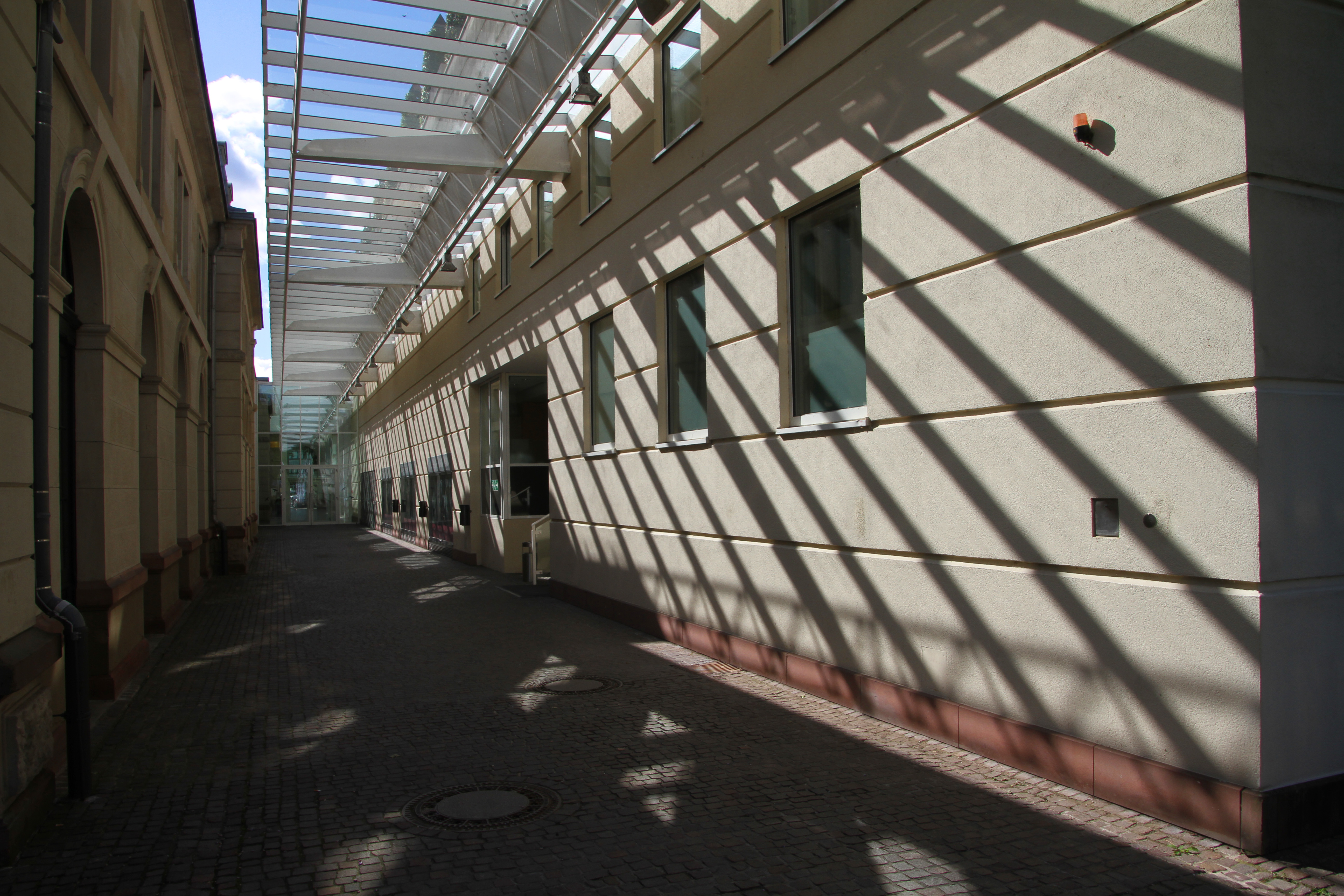
Palais des festivals.
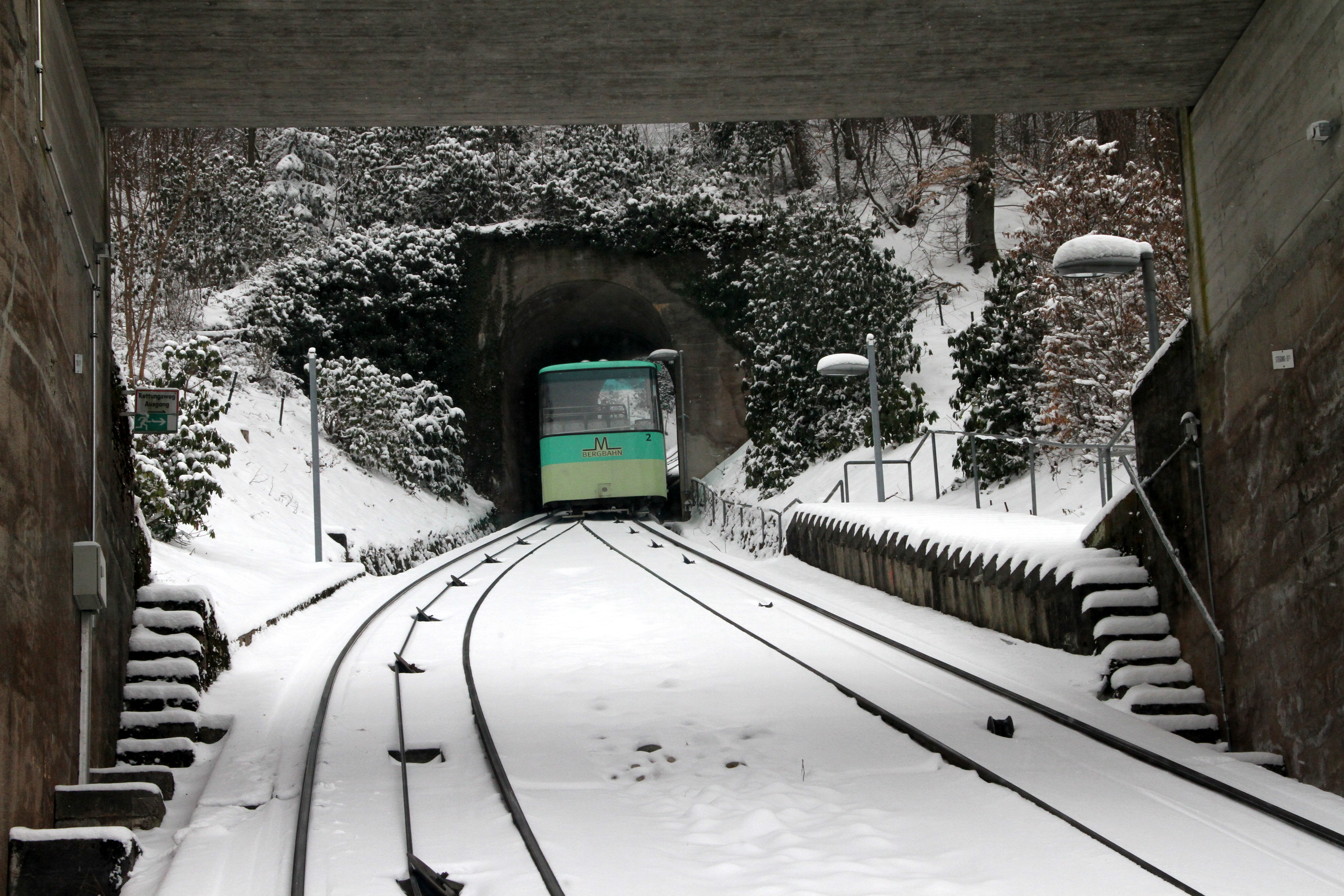
Mont Merkur, funiculaire.
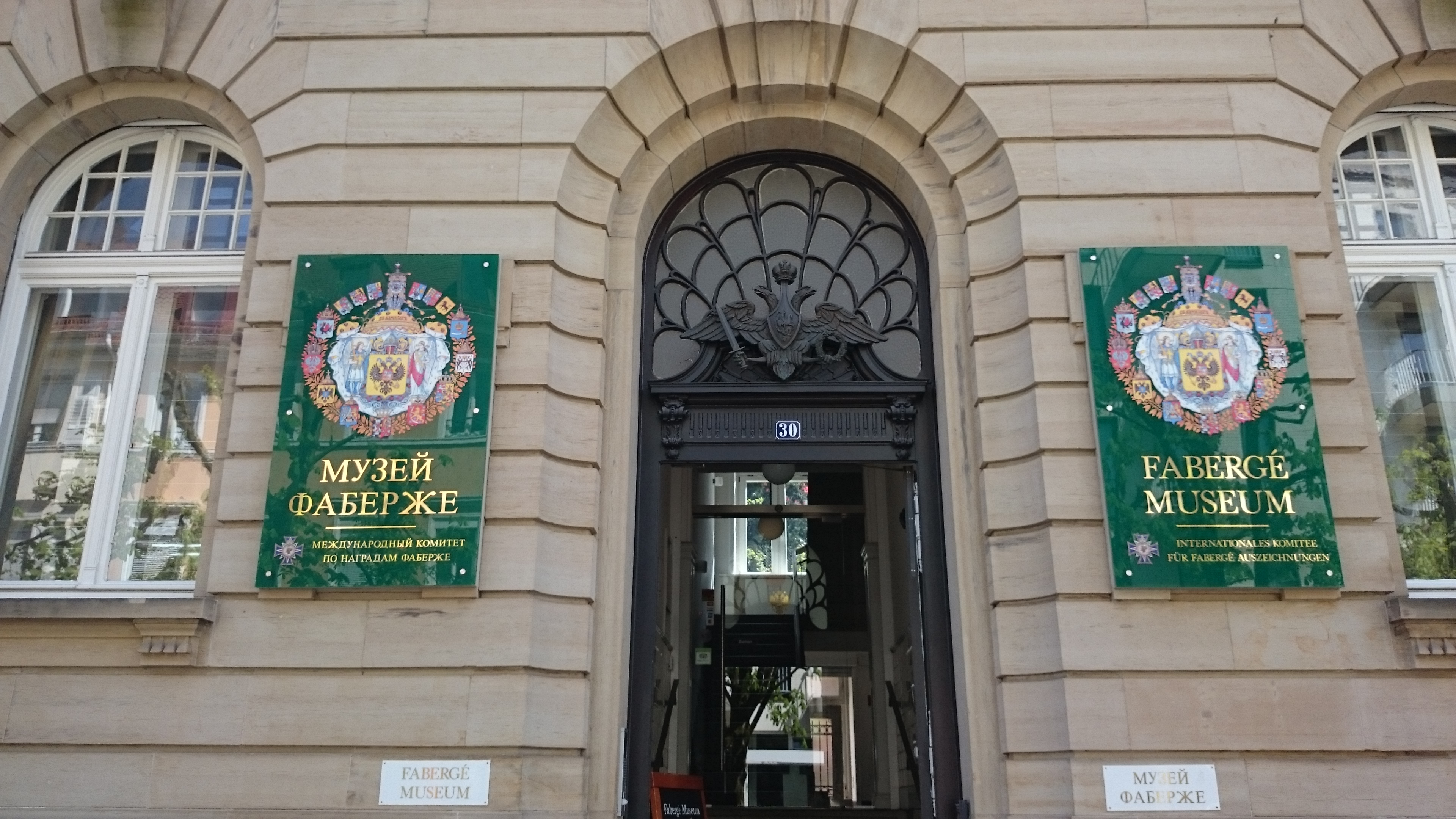
Le Musée Fabergé.
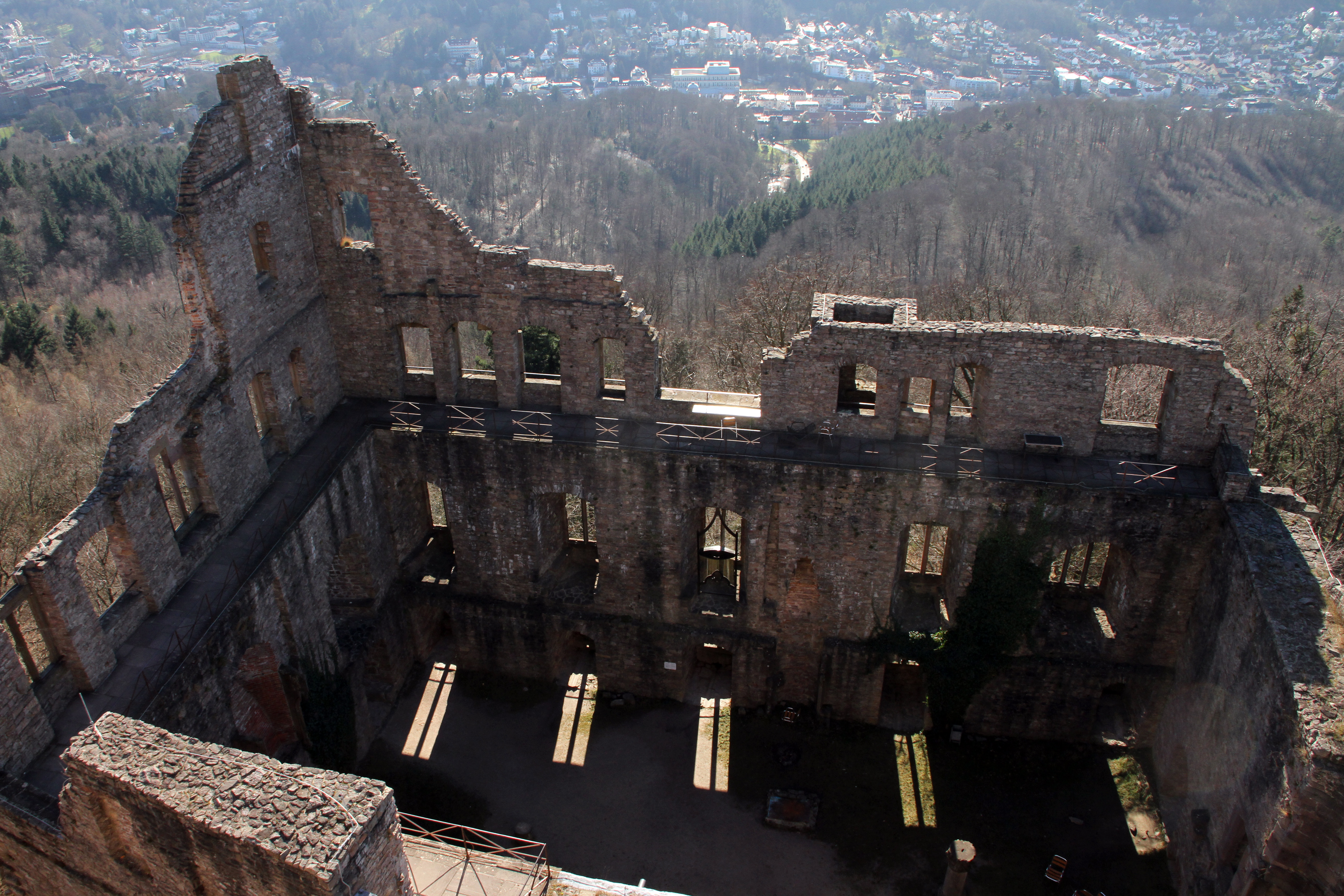
Château de Hohenbaden.
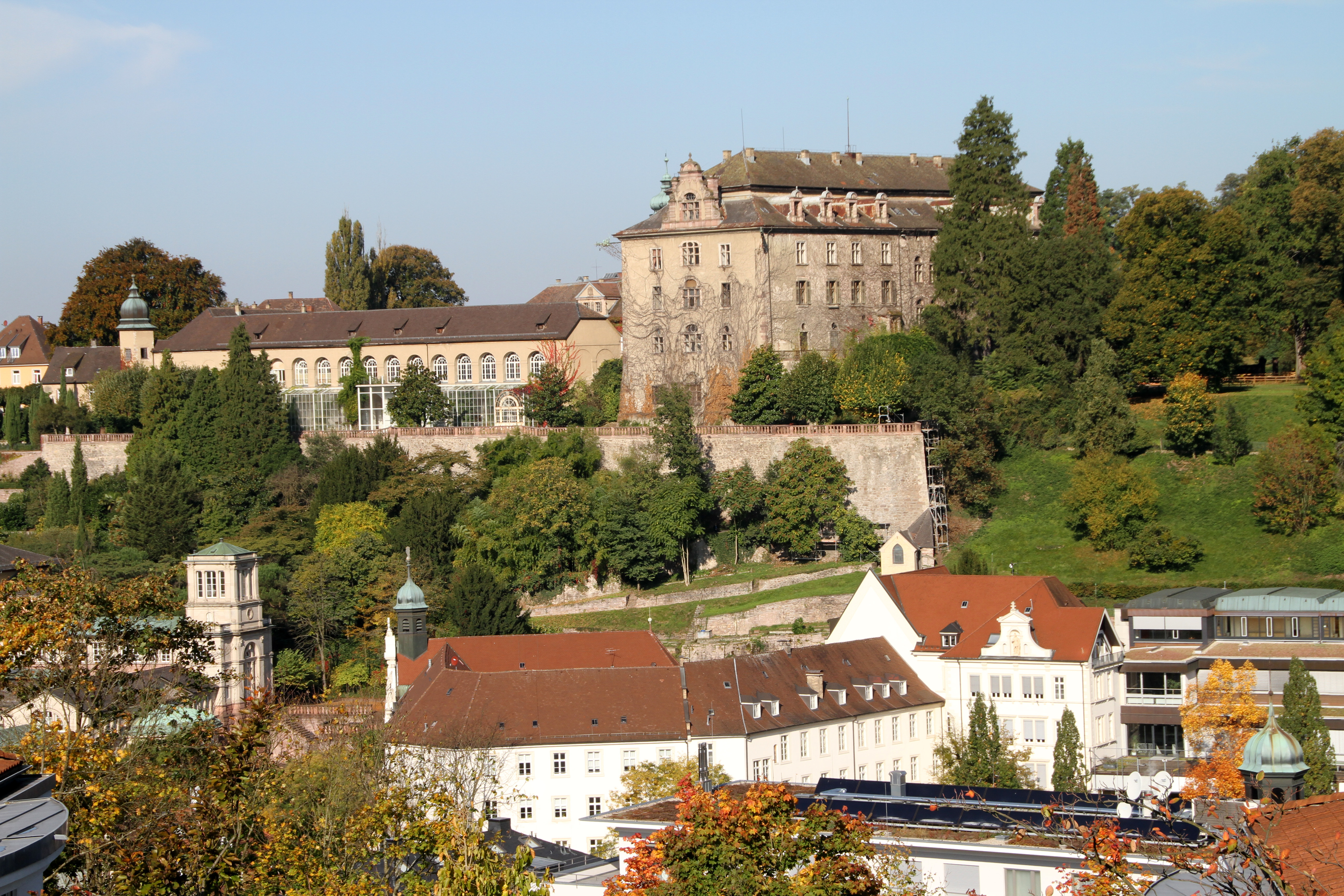
Nouveau château.
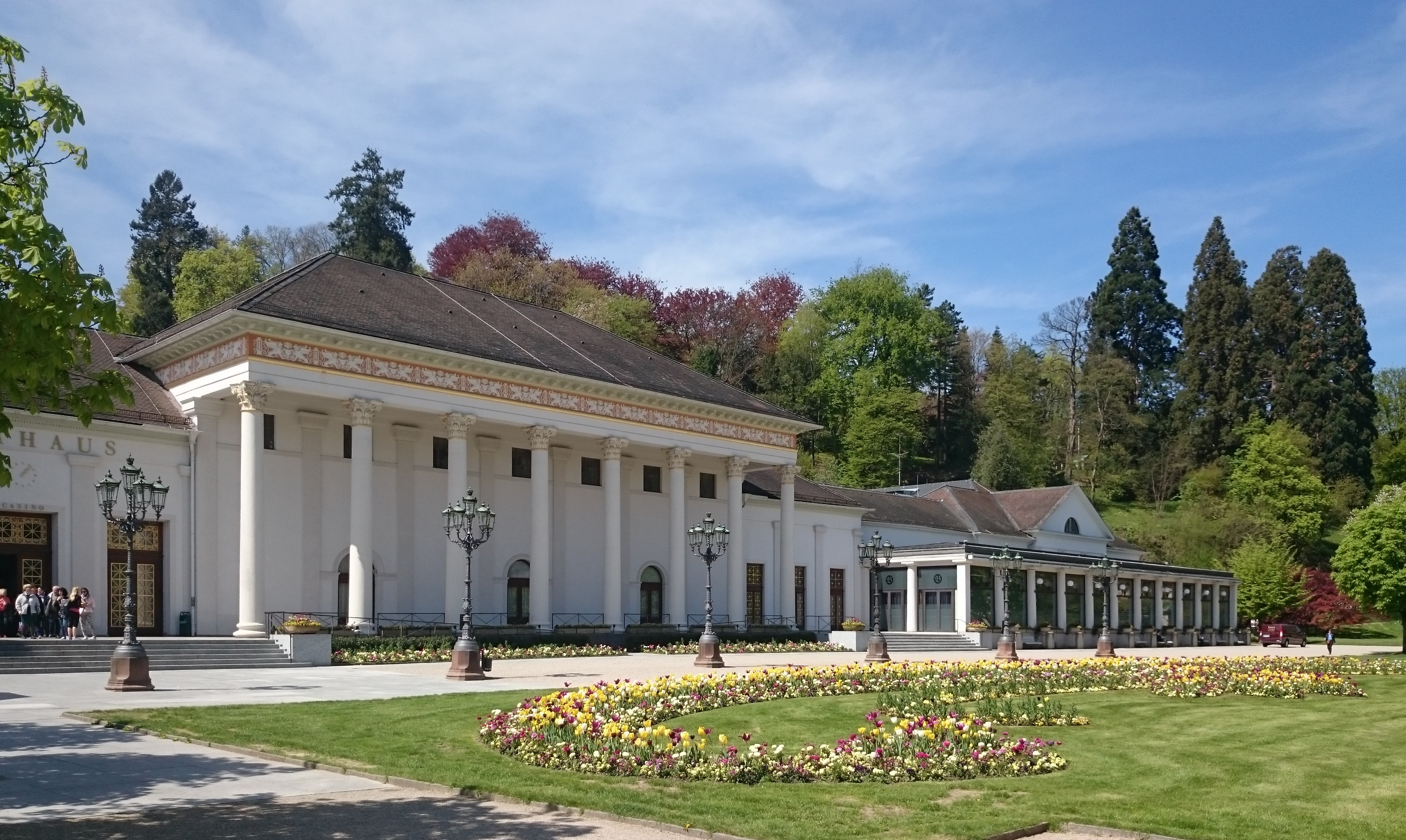
Le Kurhaus héberge le casino.
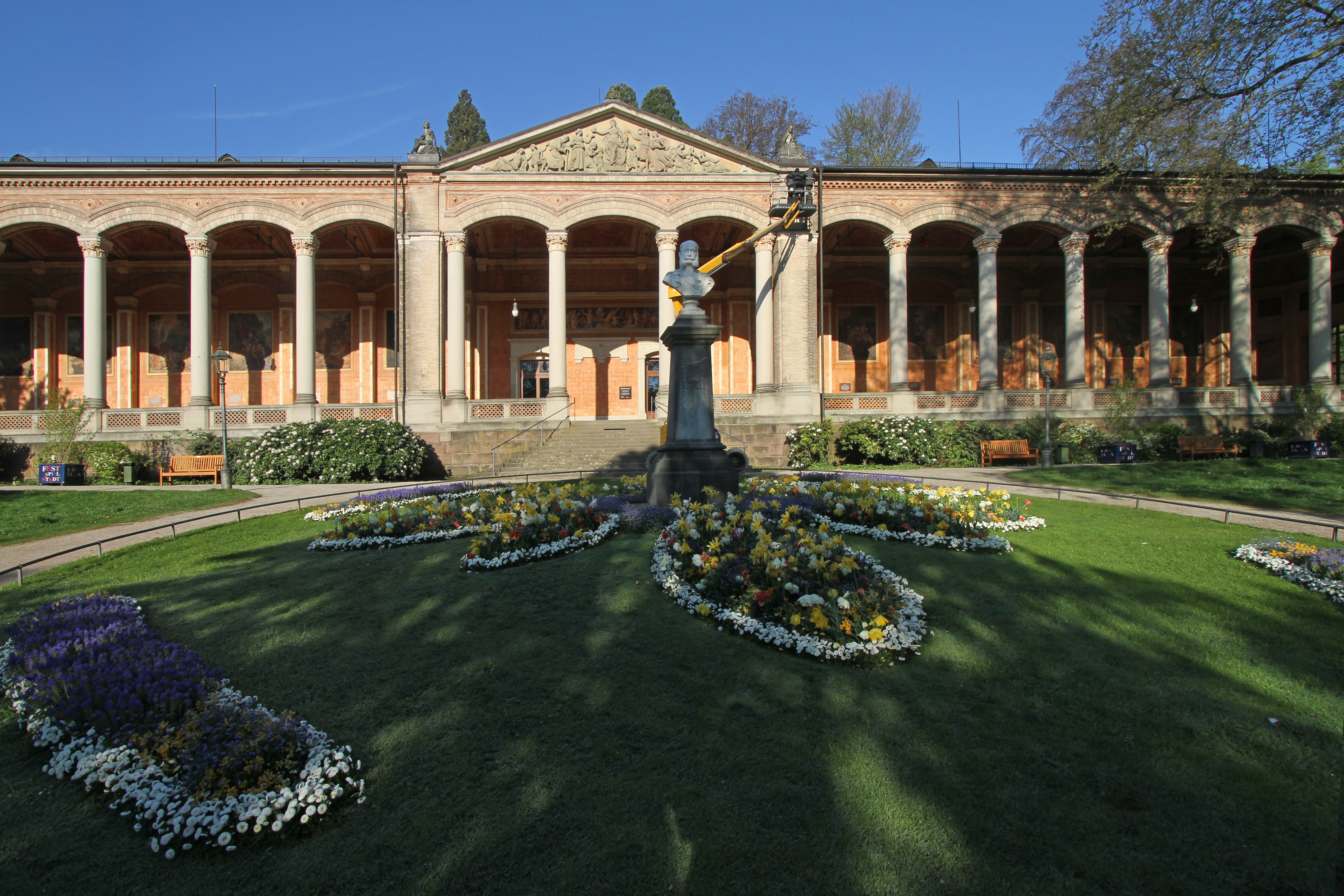
Établissement thermal.
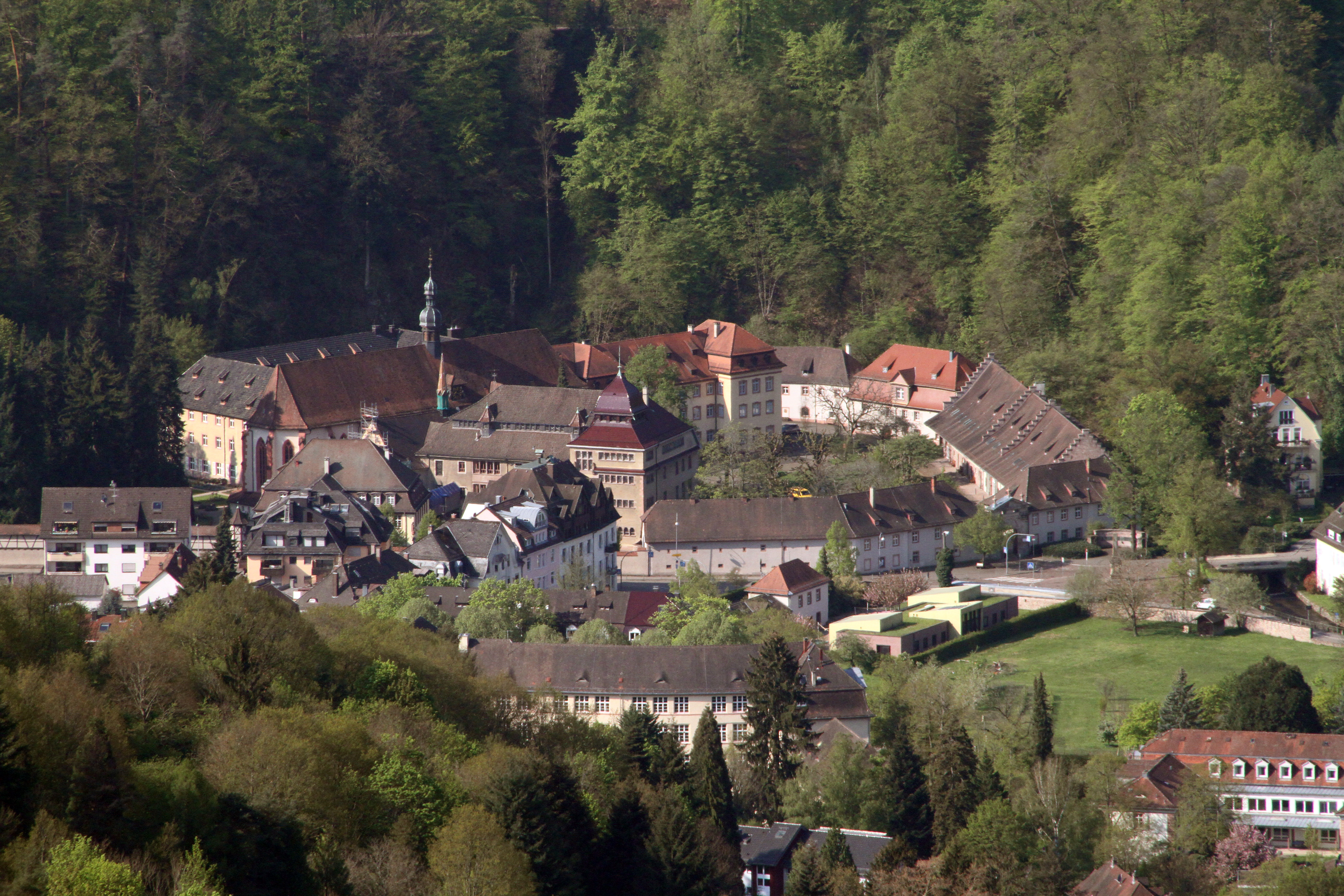
Monastère cistercien de Lichtental.
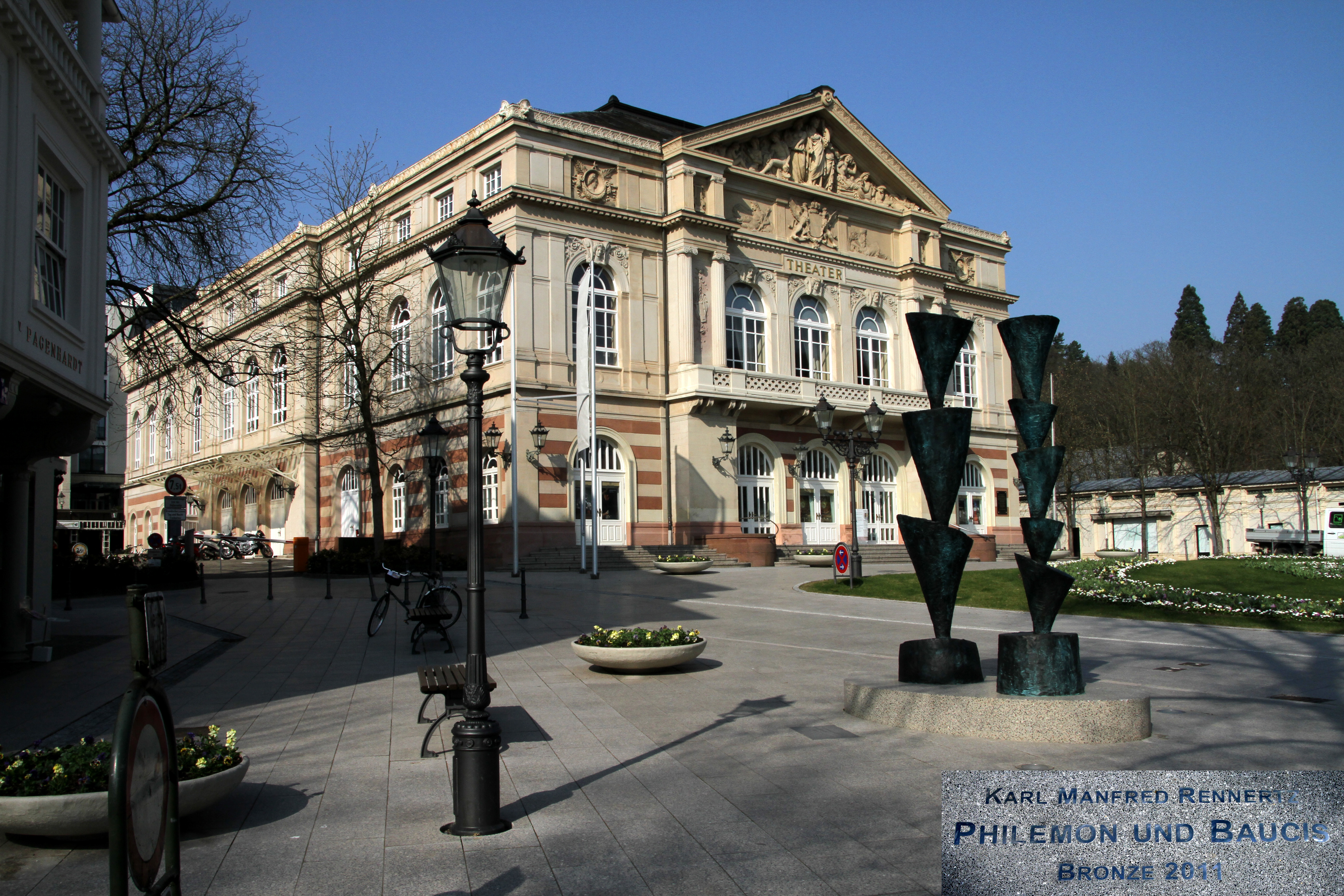
Théâtre.
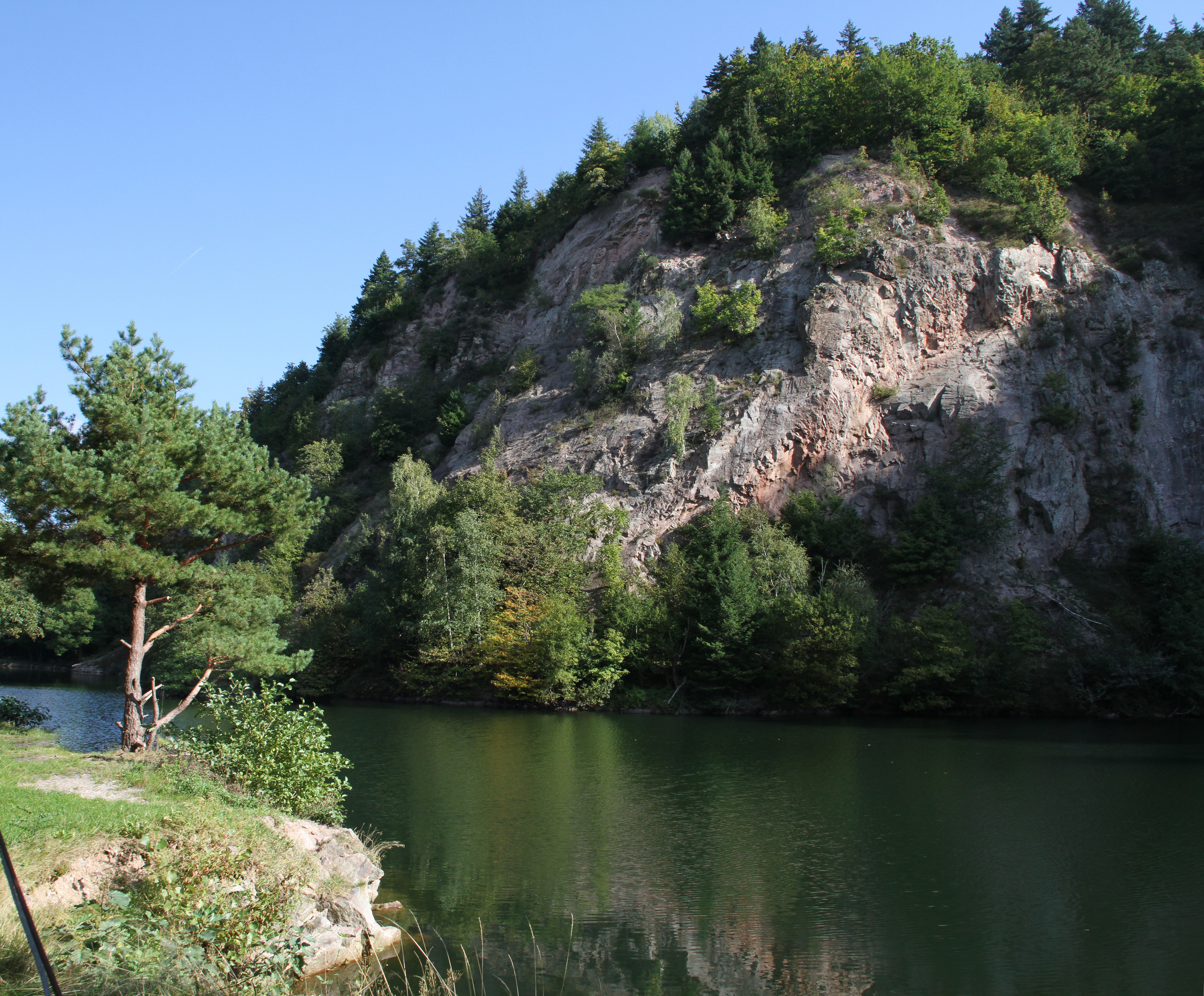
Waldenecksee alias Tripsee.
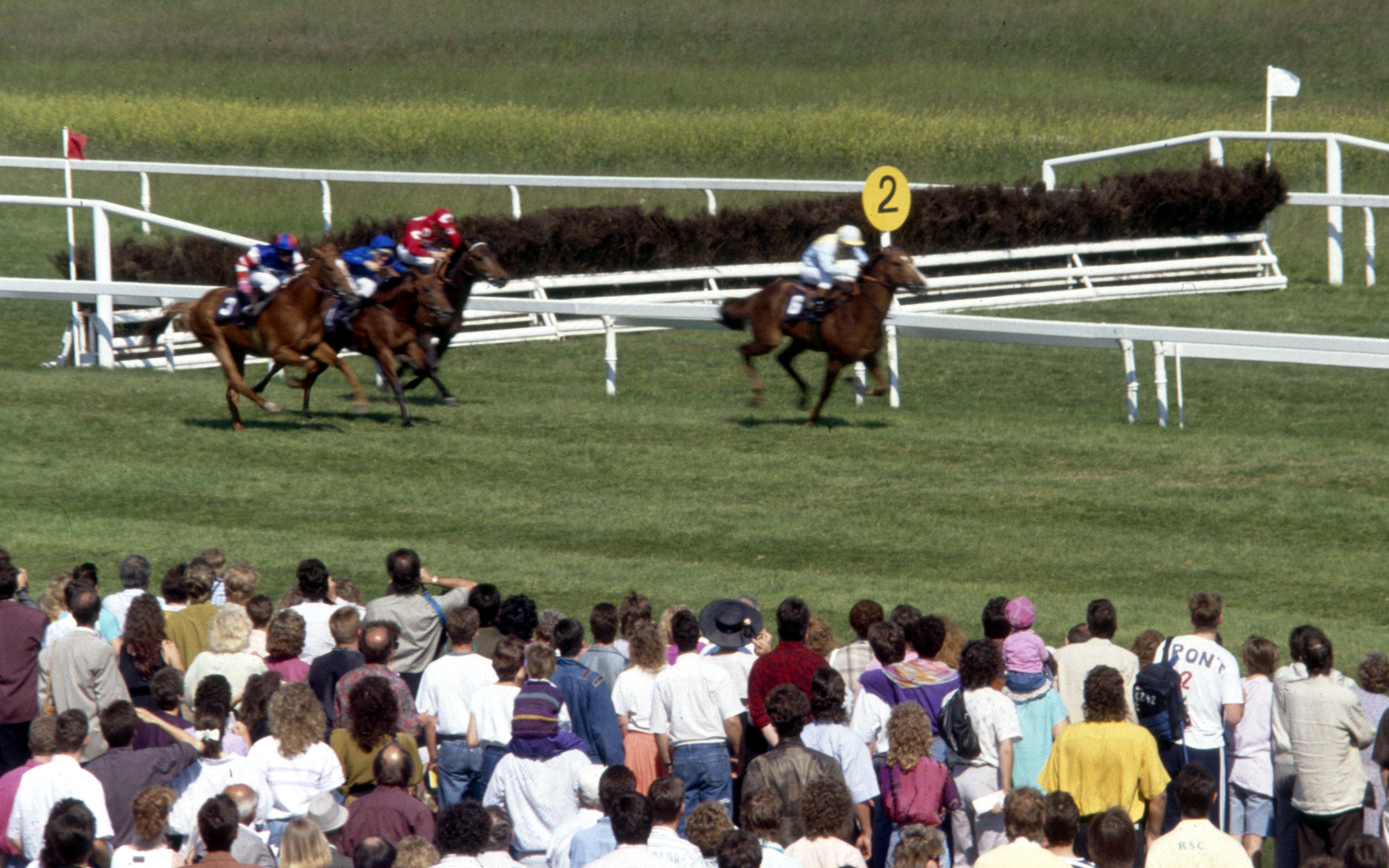
Hippodrome d'Iffezheim.
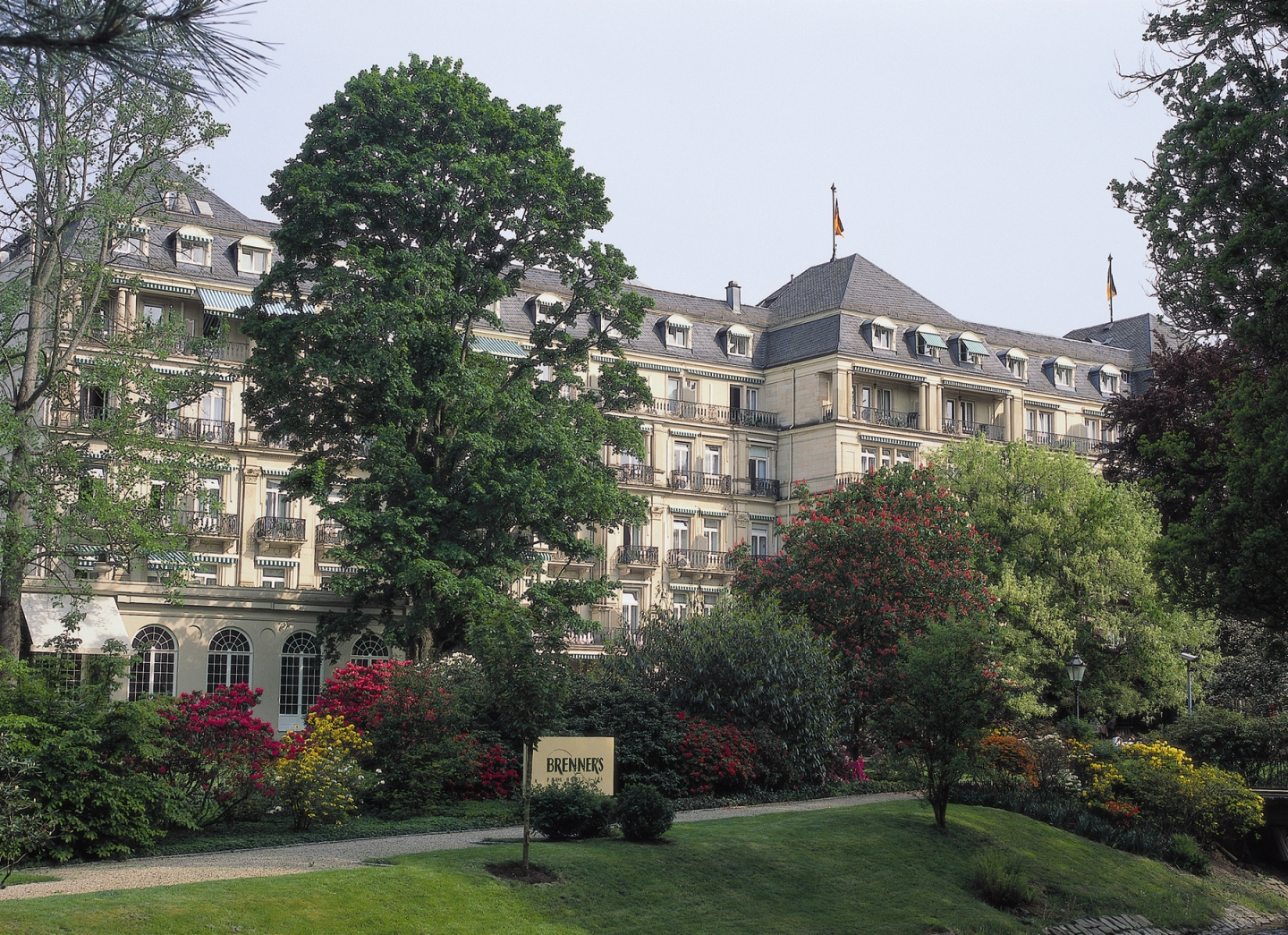
L'hôtel Brenner.
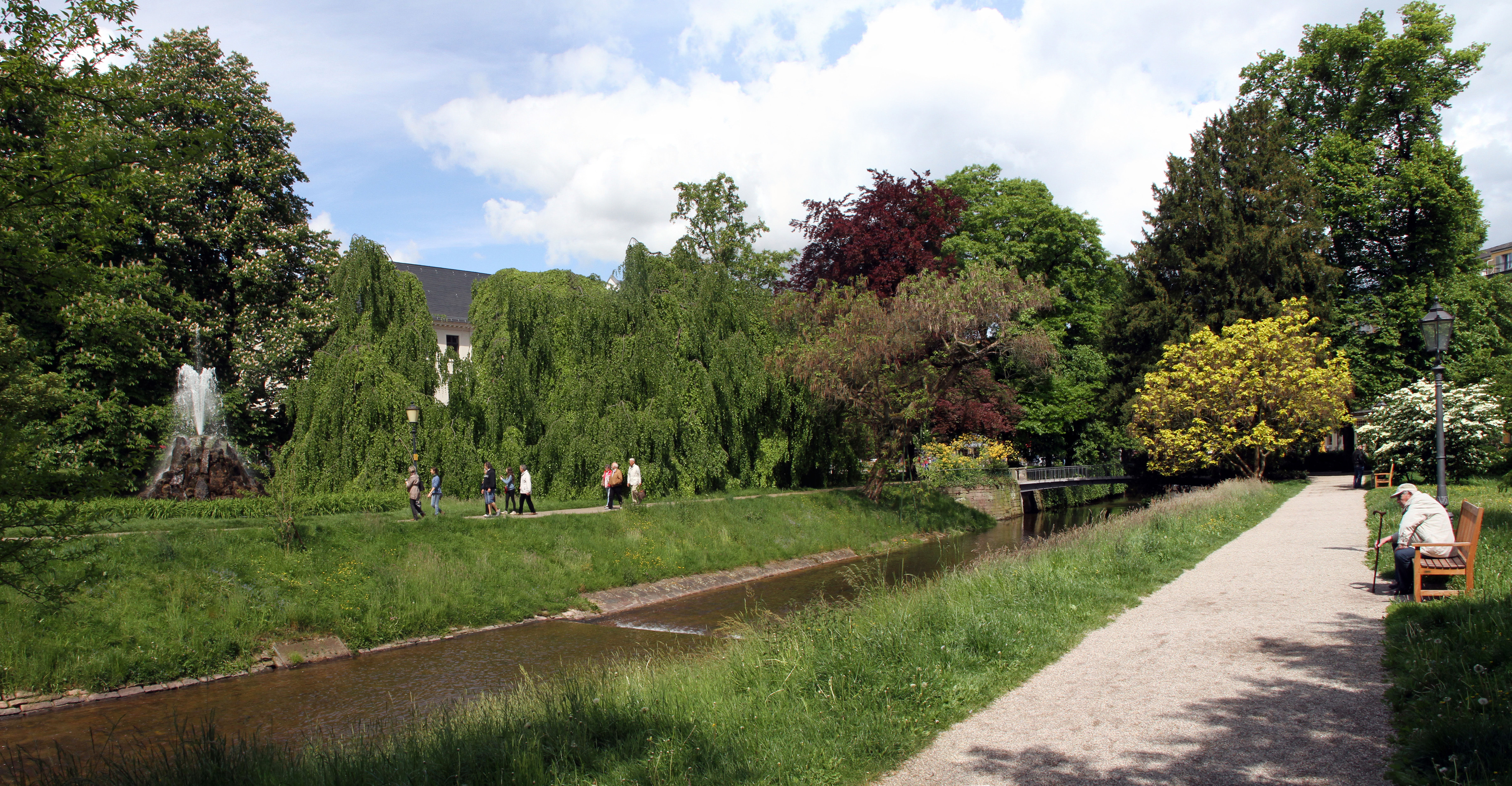
Oos, Lichtentaler Allee.

### Tourisme haut de gamme
La ville de Baden-Baden est connue pour sa population fortunée et ses magasins de luxe tels que Hermès, Louis Vuitton, Gucci, Dior, Valentino, Balenciaga, Loewe, Yves Saint Laurent, Calvin Klein, Rolex, Breguet, Chopard, Harry Winston, Blancpain, A. Lange & Söhne, Jaquet Droz, Omega ou Swatch.
La Sophienstrasse, où se trouvent la plupart des boutiques de luxe, est souvent désignée comme étant les « Champs-Élysées de Baden-Baden ».
La ville compte plusieurs hôtels de luxe tels que le Brenners Park-Hotel & Spa, le Dorint ou encore le Radisson Blu Badischer Hof Hotel.
De par son casino et sa population fortunée, la ville est souvent surnommée « le Monte-Carlo de la Forêt-Noire » ou le « Monaco allemand ».

### Résidents fortunés
Baden-Baden possède le taux de millionnaires et de multimillionnaires le plus élevé d'Allemagne (1 millionnaire pour 30 habitants) et le quatrième plus élevé d'Europe (après Monaco, Zurich et Genève). En 2015, la ville comptait près de 1 800 millionnaires dont 900 millionnaires allemands. Elle se classe première ville d'Allemagne au nombre de millionnaires par habitant,.
Cette population fortunée est majoritairement composée d'Allemands, mais en deuxième position arrivent les Russes et les Ukrainiens. Près de 10 % du parc immobilier de la ville est possédé par des Russes. On trouve d'ailleurs à Baden-Baden le musée Fabergé.
Parmi ces grandes fortunes de la jet set sont aussi présents des descendants de la noblesse allemande, autrichienne et russe, des personnalités du cinéma et de la télévision, des hommes d'affaires et de riches industriels (Famille Oetker).

## Religion
Plusieurs religions sont présentes à Baden-Baden : catholicisme, luthéranisme, orthodoxie, évangélisme, judaïsme, islam... le catholicisme et le luthéranisme en restent les principales.
Baden-Baden fait partie du doyenné catholique de Baden-Baden (Katholisches Dekanat Baden-Baden), qui fait lui-même partie de l'archidiocèse de Fribourg-en-Brisgau (en allemand « Erzdiözese Freiburg »), qui couvre le Pays de Bade.
La ville est également sise dans la province protestante de Bade (Église protestante du Pays de Bade), pour ce qui est de l'Église protestante en Allemagne ou EKD.
Les heures des offices, en ce qui concerne les deux églises principales de la ville (catholique et luthérienne), sont officiellement indiquées à l'entrée de la ville par un panneau.

## Édifices religieux

### Églises
- Catholiques :
  - Stiftskirche (église catholique principale de la ville, style baroque)
  - Sankt Michael Kirche
  - Herz Jesu Kirche
  - Sankt Jakobus Kirche
  - HI. Geist Kirche
  - Klosterkirche
  - Sankt Bonifatius Kirche
  - Sankt Katharina Kirche
  - Sankt Josef Kirche Église Saint-Joseph de Baden-Baden
  - Spitalkirche (Église de l'ancien hôtel-dieu. Une communauté vieille-catholique s'en sert actuellement comme lieu de culte)
  - Sankt Bernhards Kirche
  - Sankt Eucharius Kirche
  - Sankt Antonius Kirche
  - Sankt Dyonisius Kirche
  - Sankt Bartholomäus Kirche
  - Autobahn-Kirche (église située sur une aire autoroutière)
  - Drei Eichen Kapelle

- Luthériennes :
  - Evangelische Stadtkirche (église luthérienne principale de la ville, style néogothique)
  - Matthäus Gemeinde
  - Luther Gemeinde
  - Friedenskirche
  - Paulus Gemeinde
  - Johannis Kirche (anciennement : All Saints Anglican Church)

- Orthodoxes :
  - Église de la Transfiguration (Église orthodoxe russe)
  - Chapelle orthodoxe roumaine (Rümanische Orthodox Stourdza Kapelle)

- Autres :
  - Église néo-apostolique
  - Église méthodiste
  - Église adventiste du septième jour

Églises de Baden-Baden
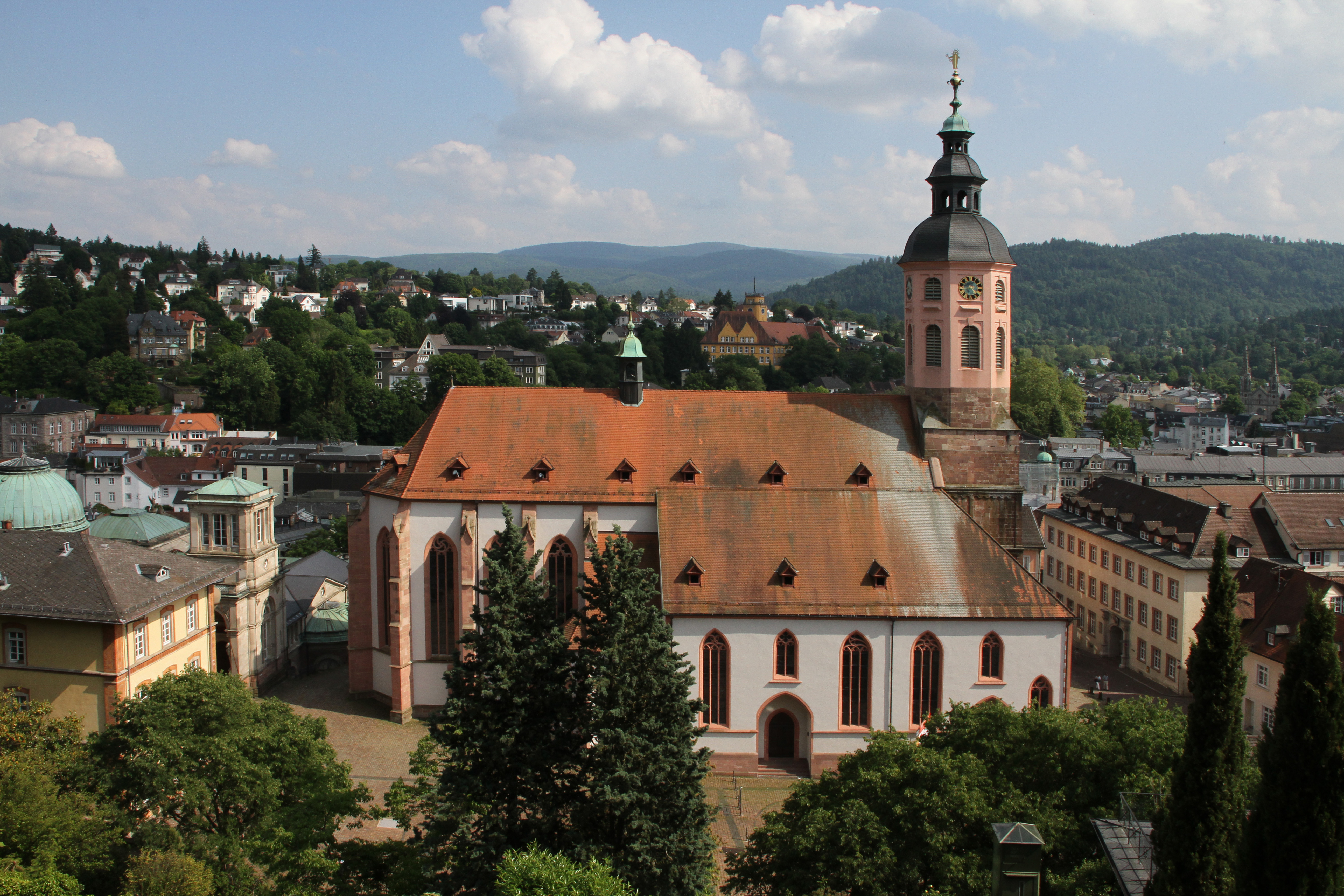
Stiftskirche
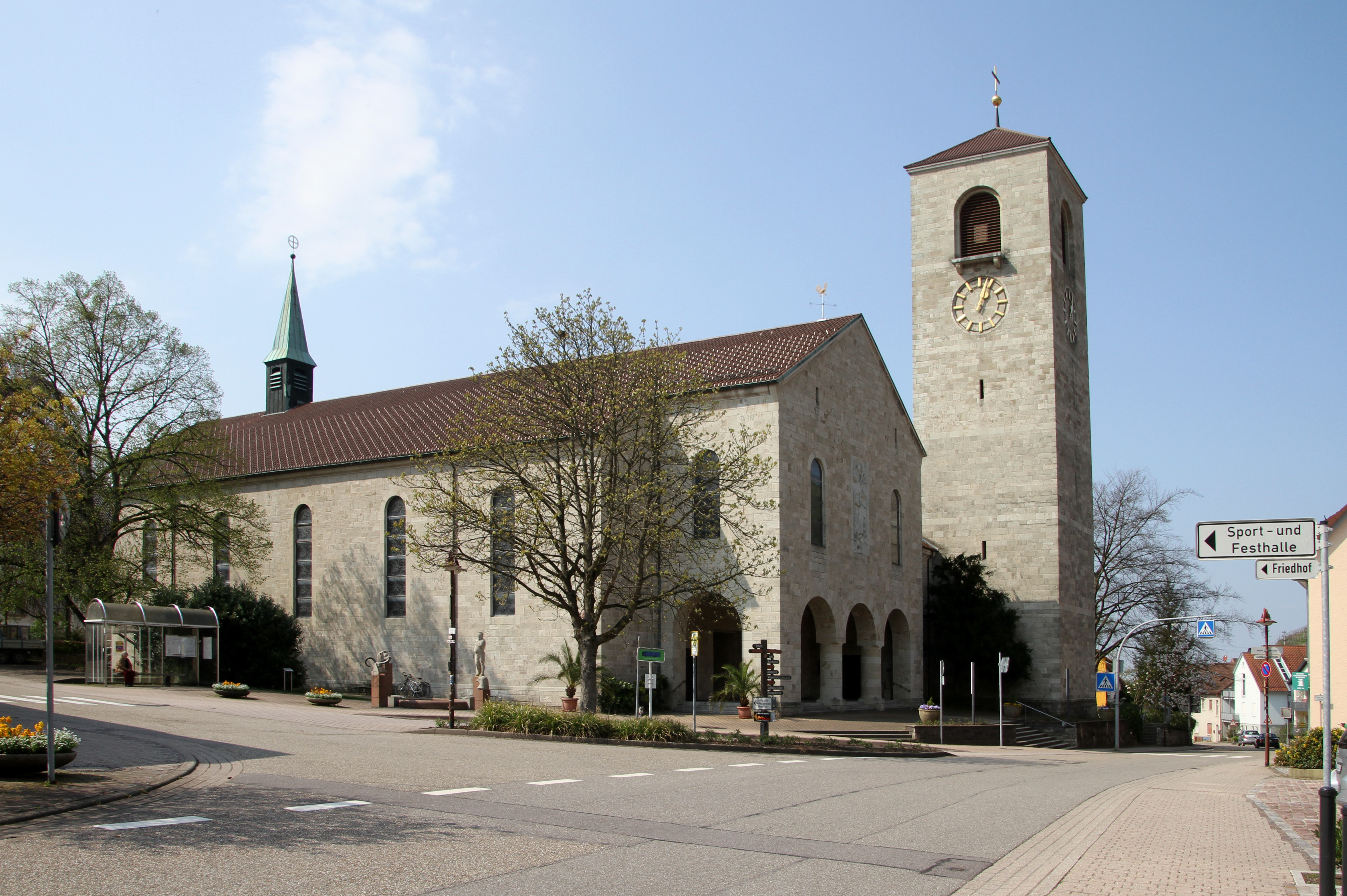
Neuweier-St. Michael
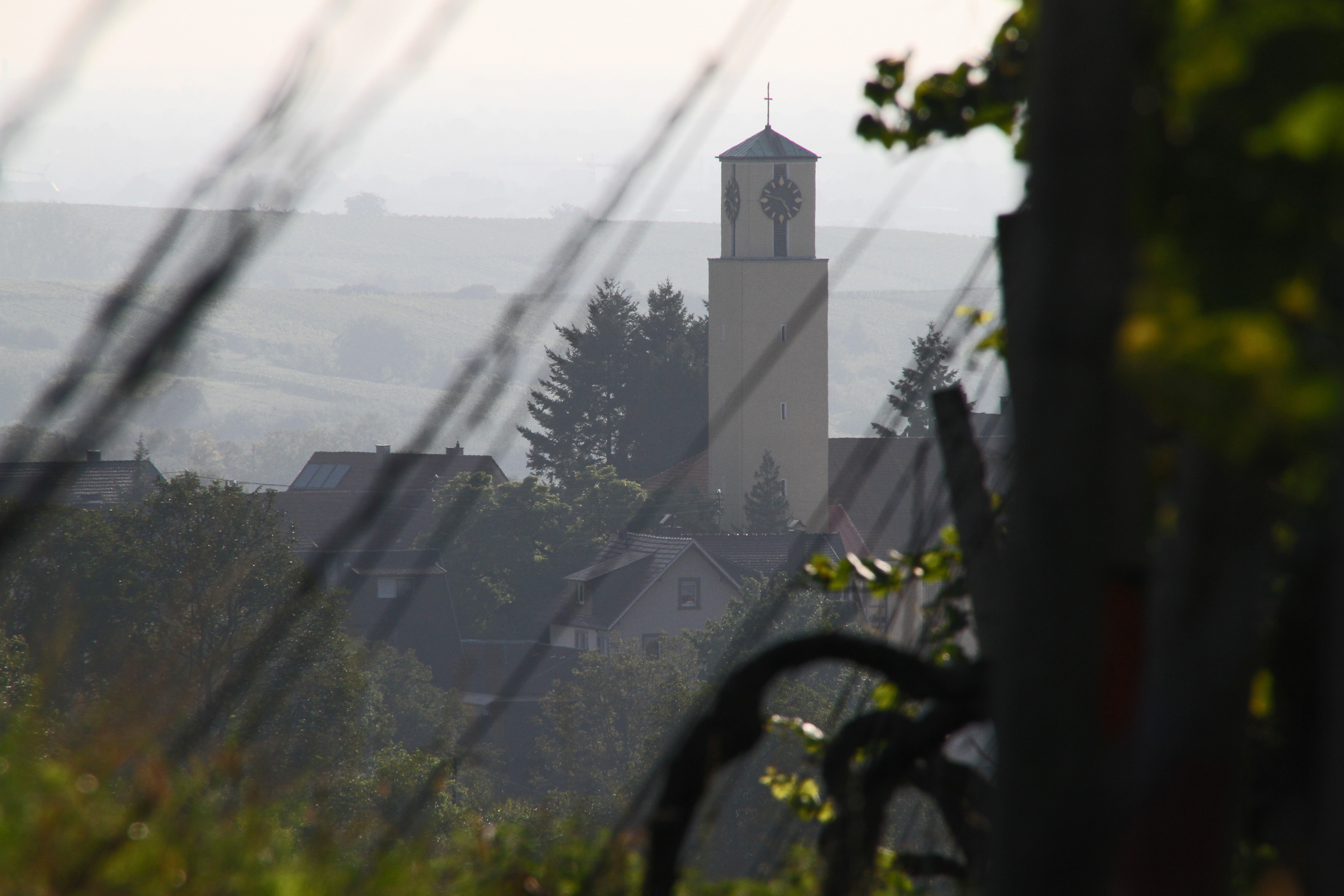
Varnhalt-Herz Jesu
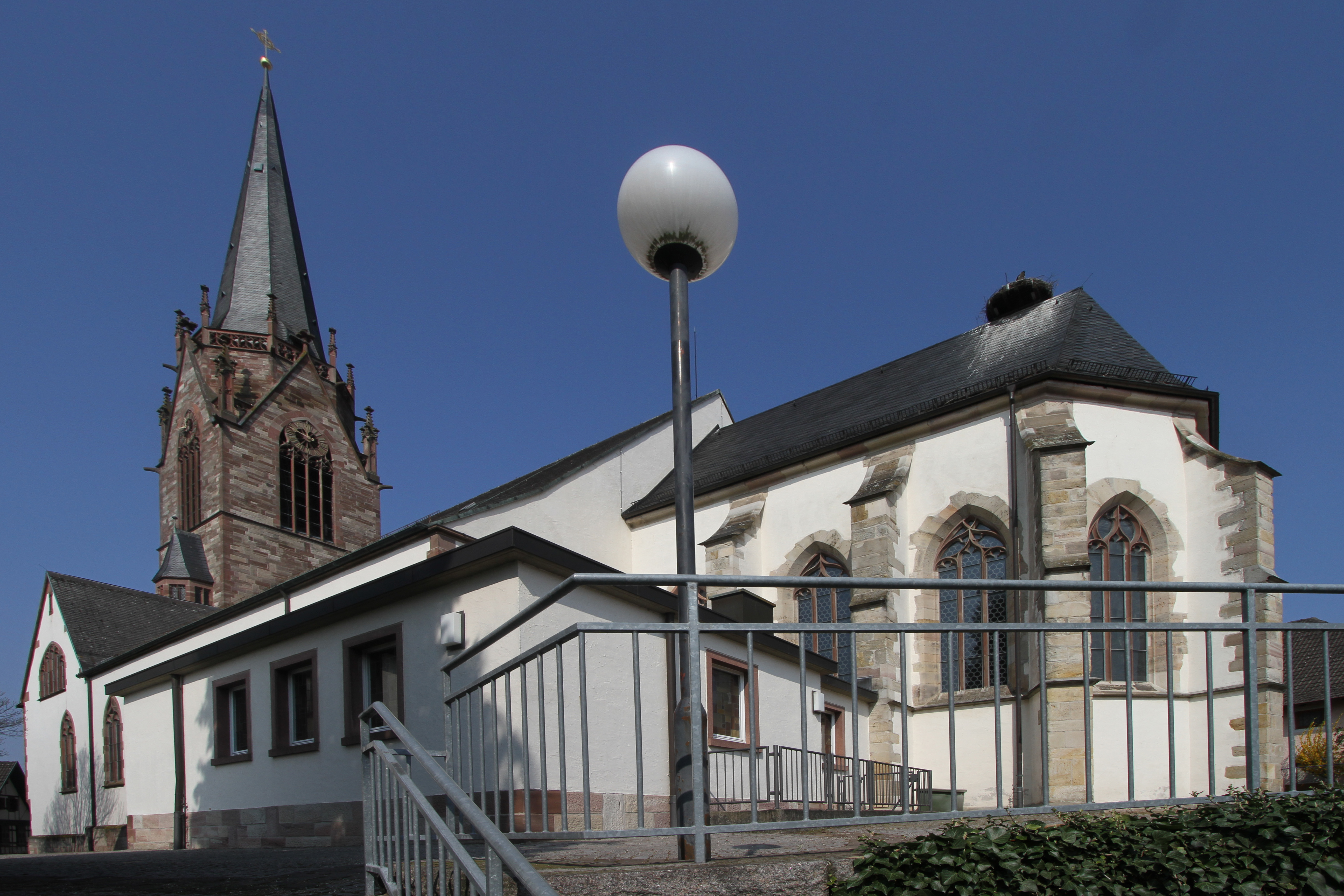
Steinbach-St. Jakobus
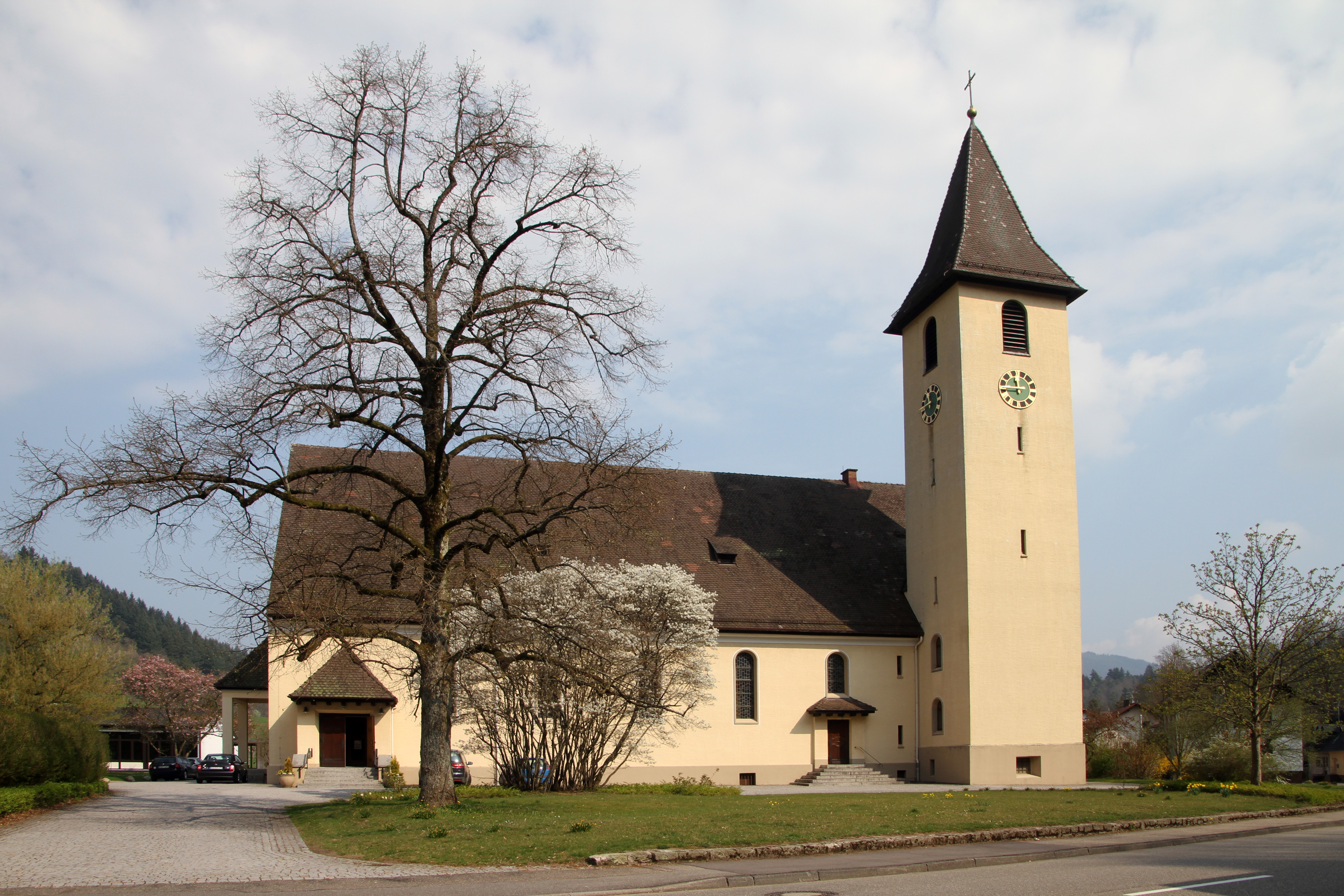
Geroldsau-Heilig-Geist
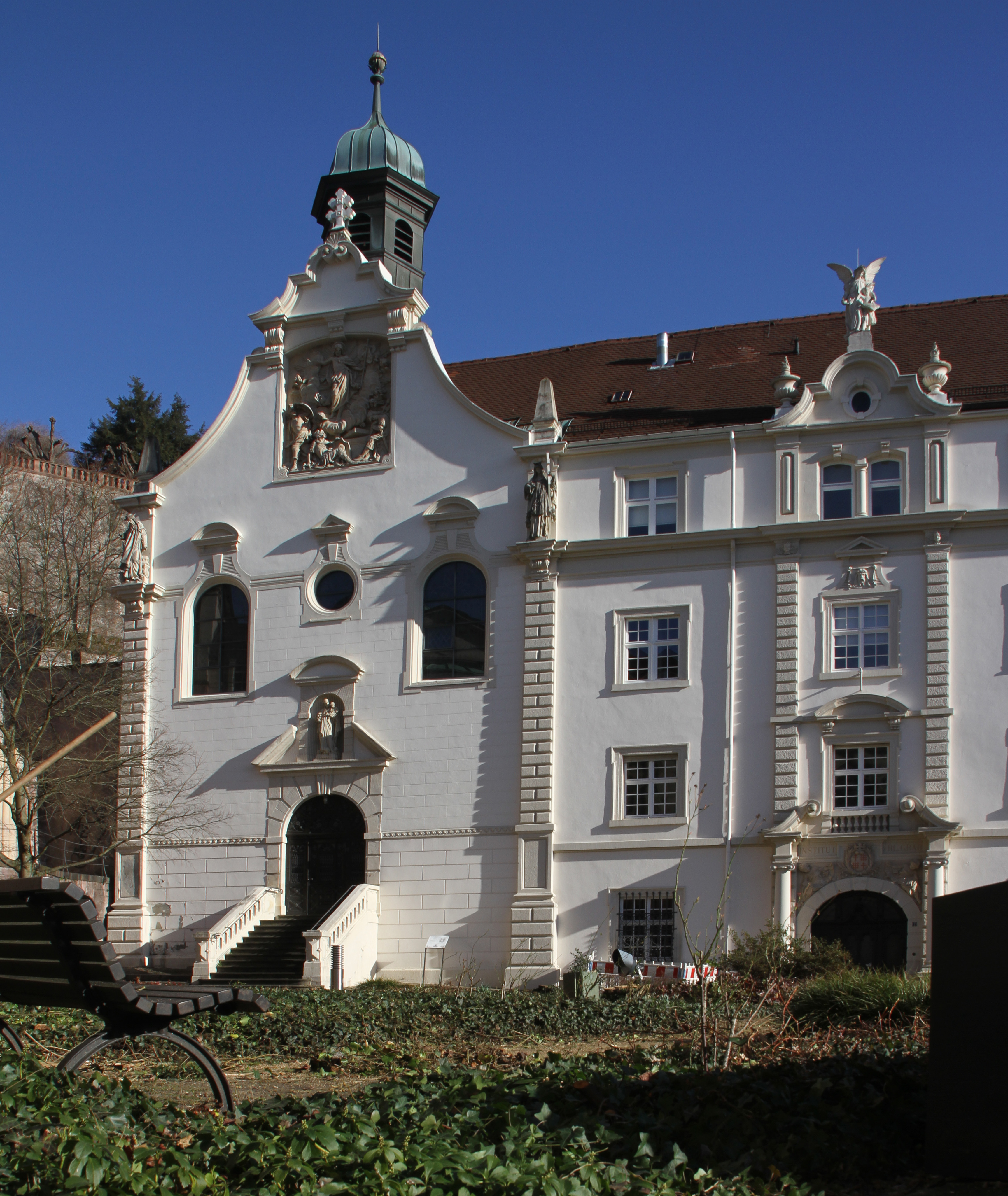
Kloster vom Heiligen Grab
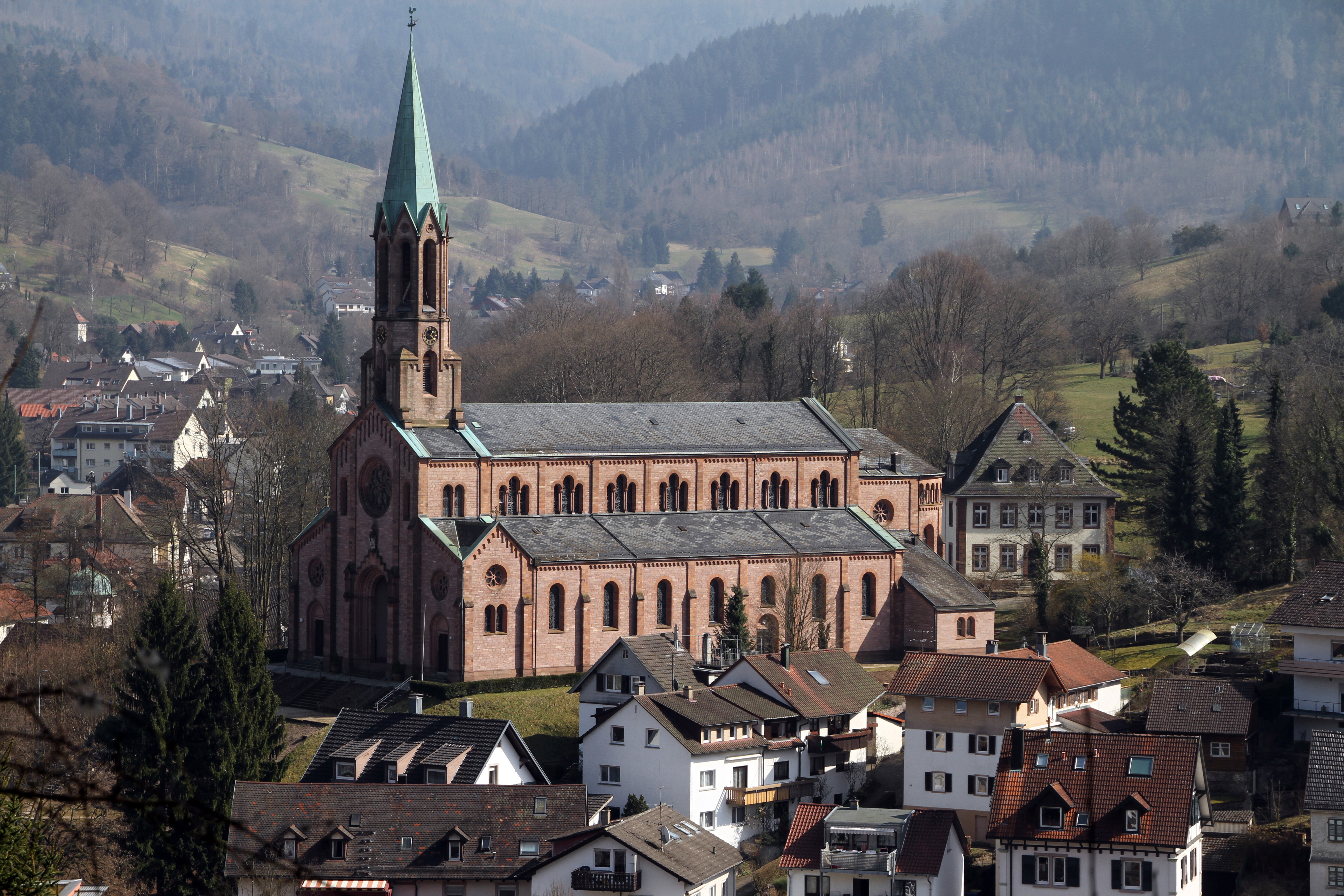
Lichtental-St. Bonifatius
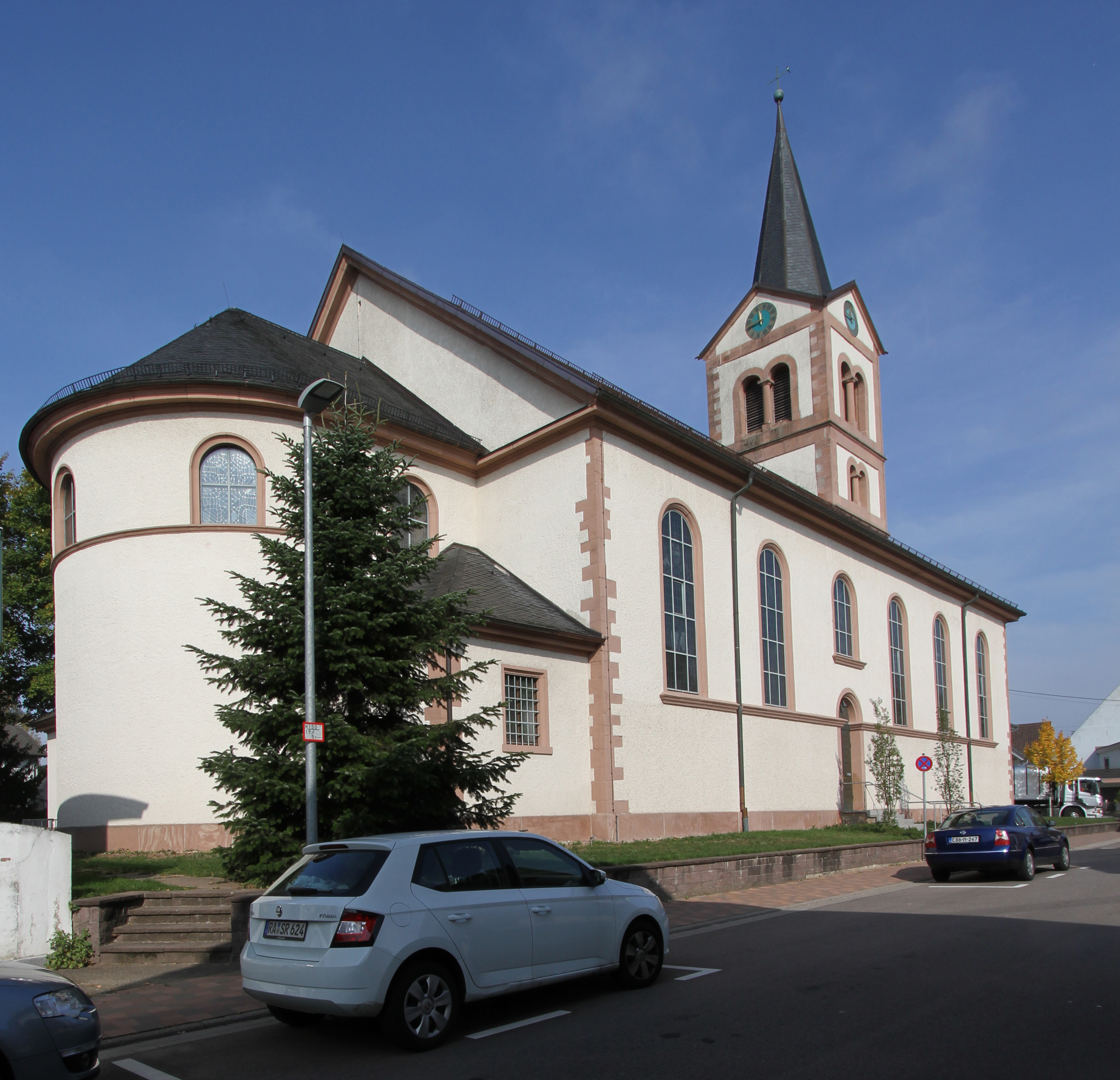
Sandweier-St Katharina
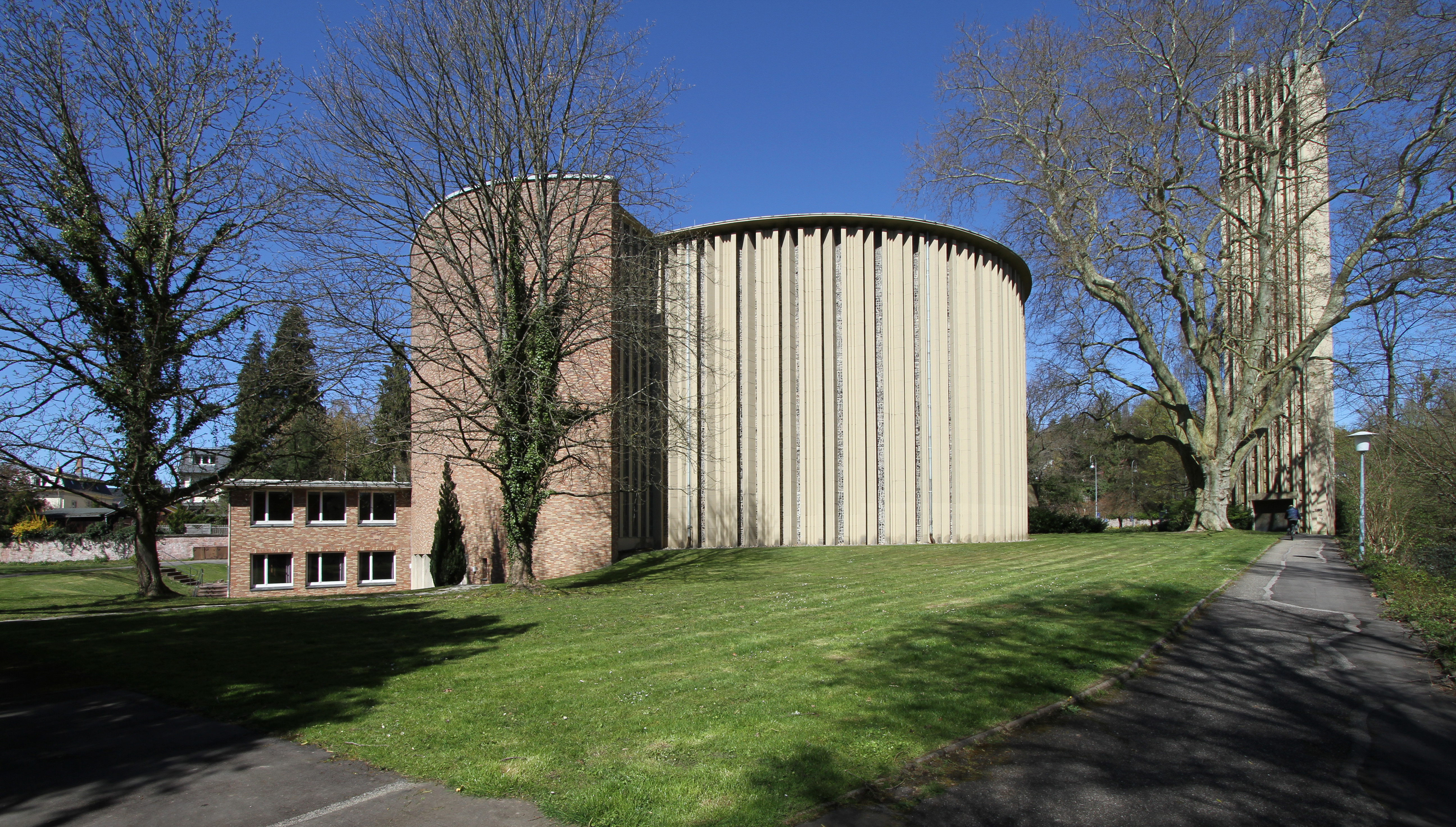
St. Josef
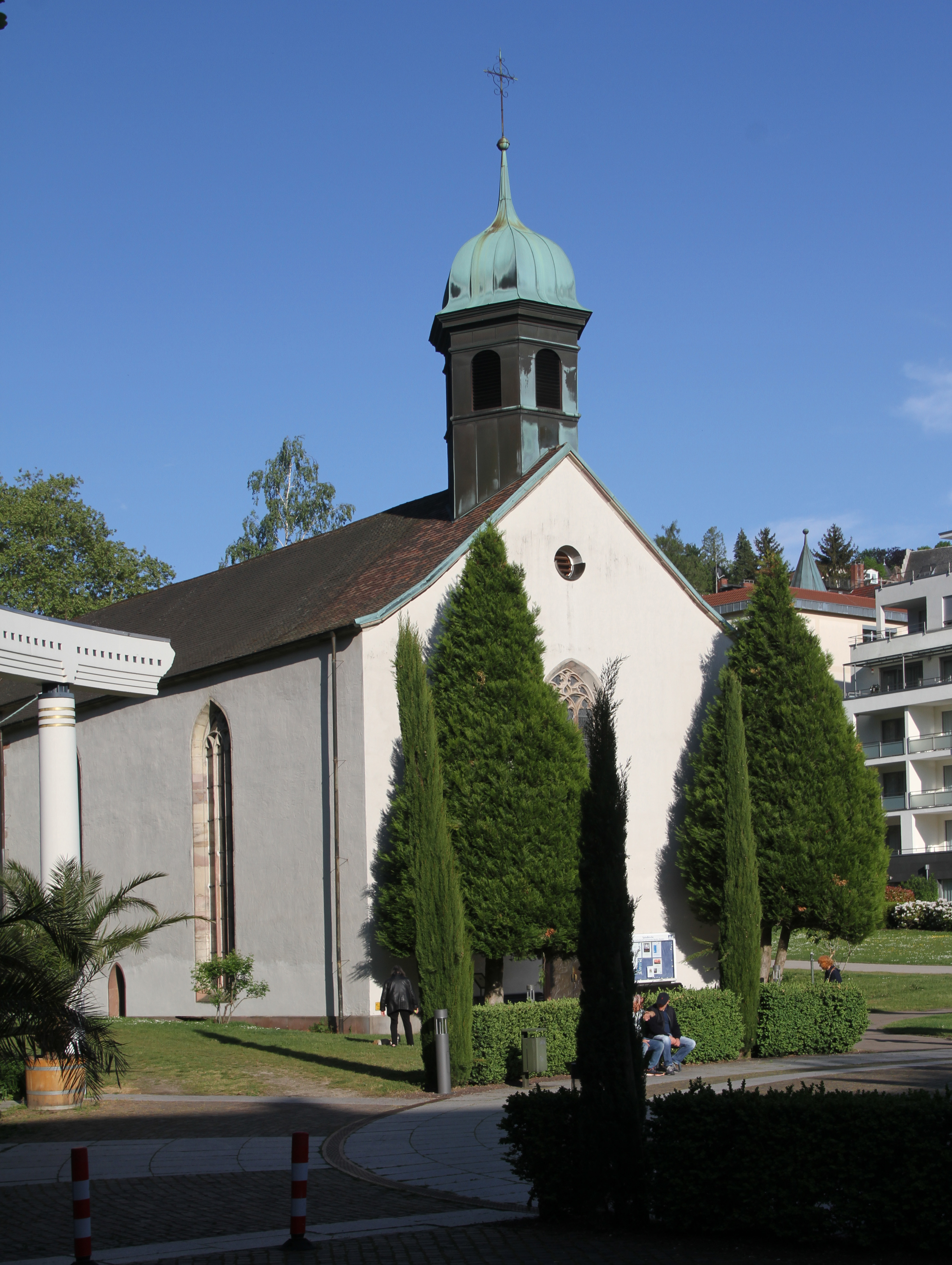
Spitalkirche
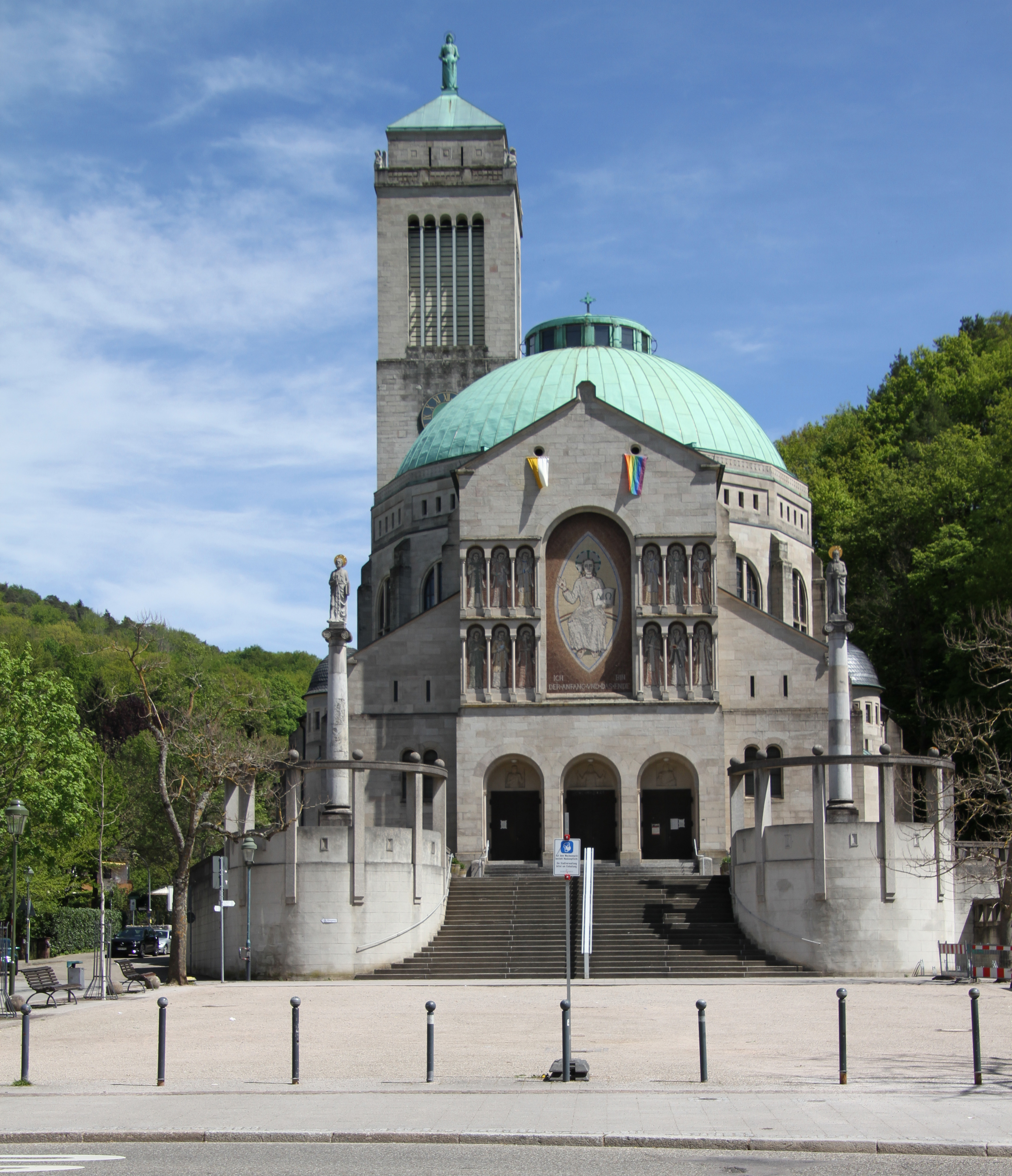
Bernharduskirche
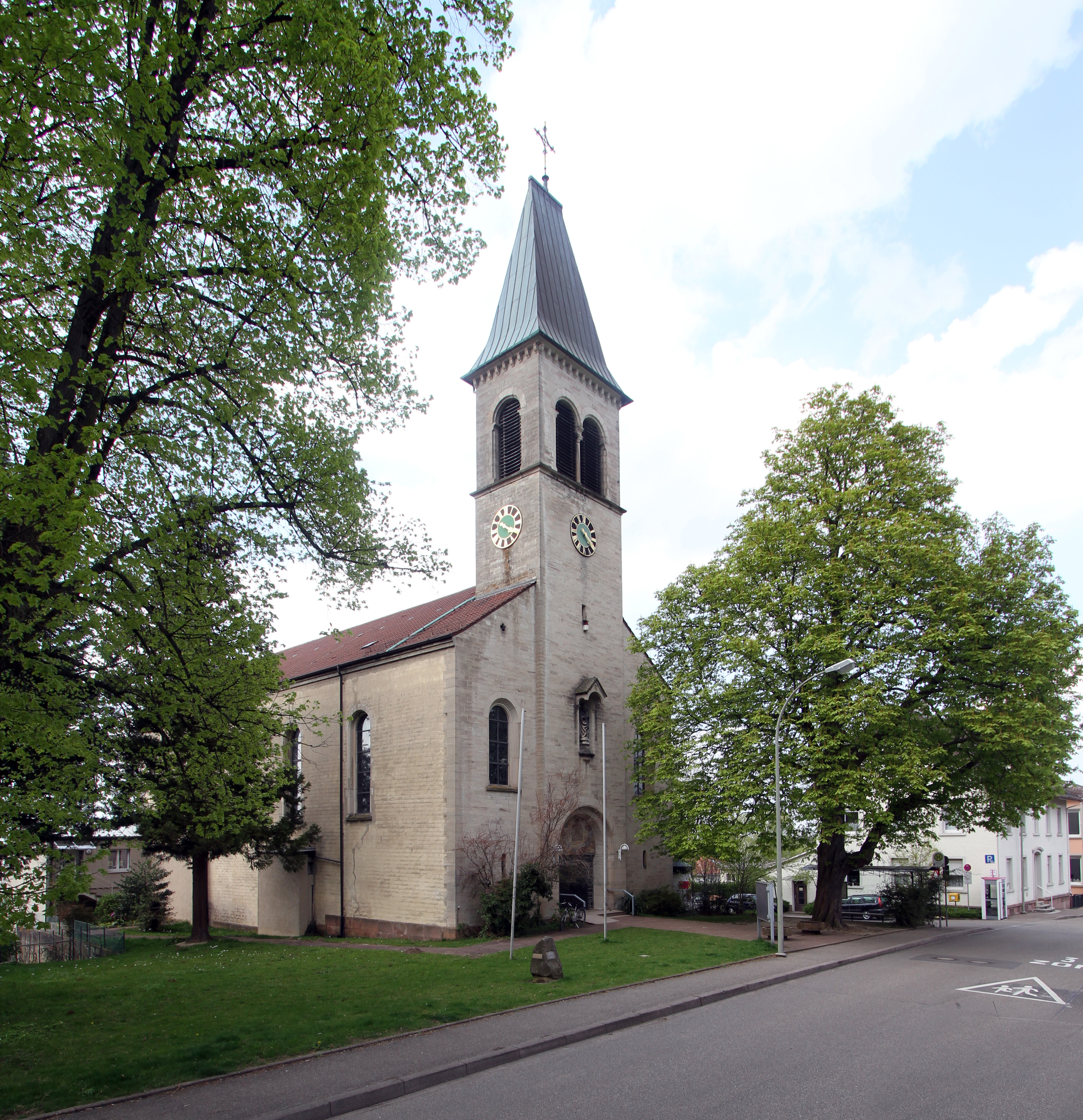
Balg-St. Eucharius
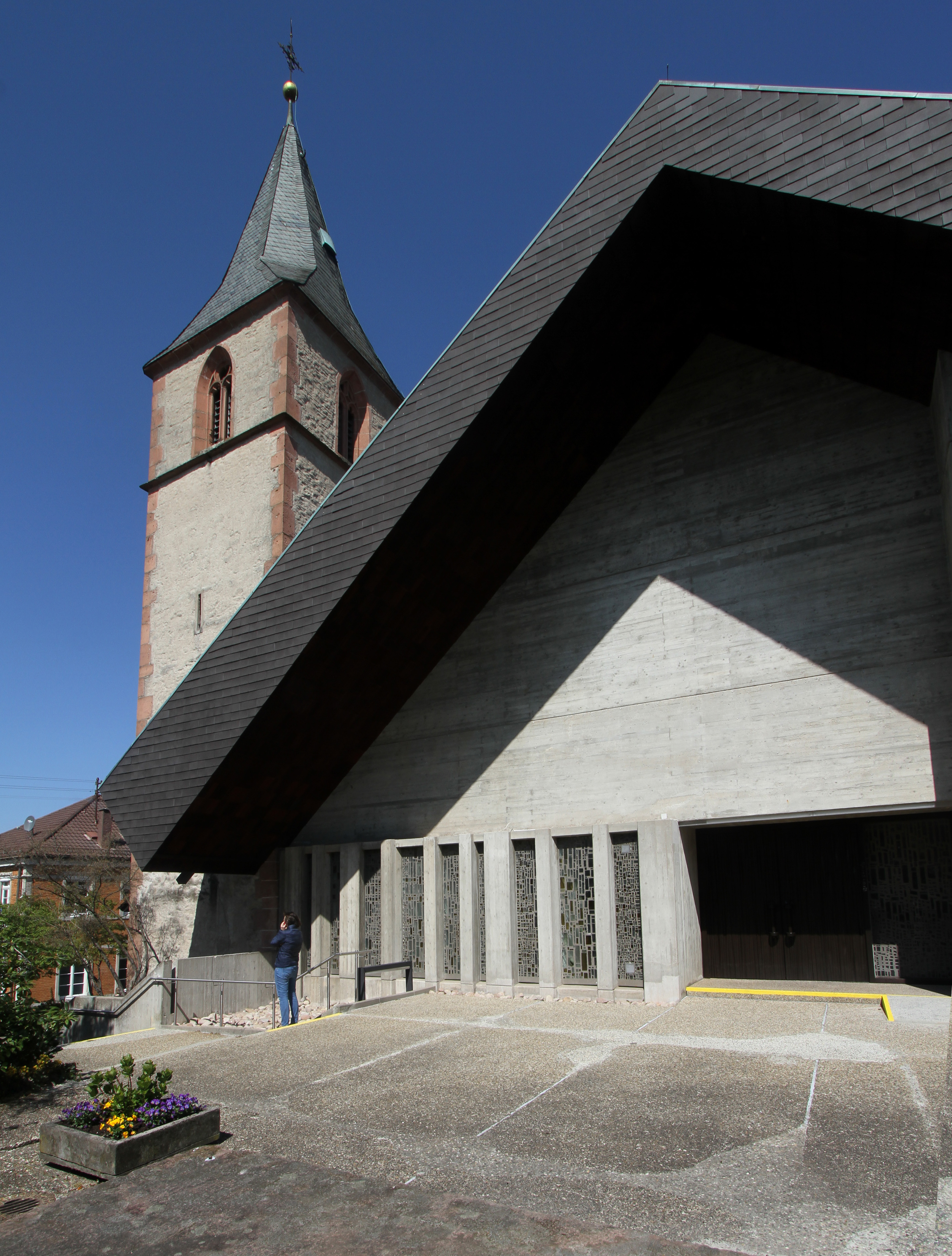
Ebersteinburg-St. Antonius
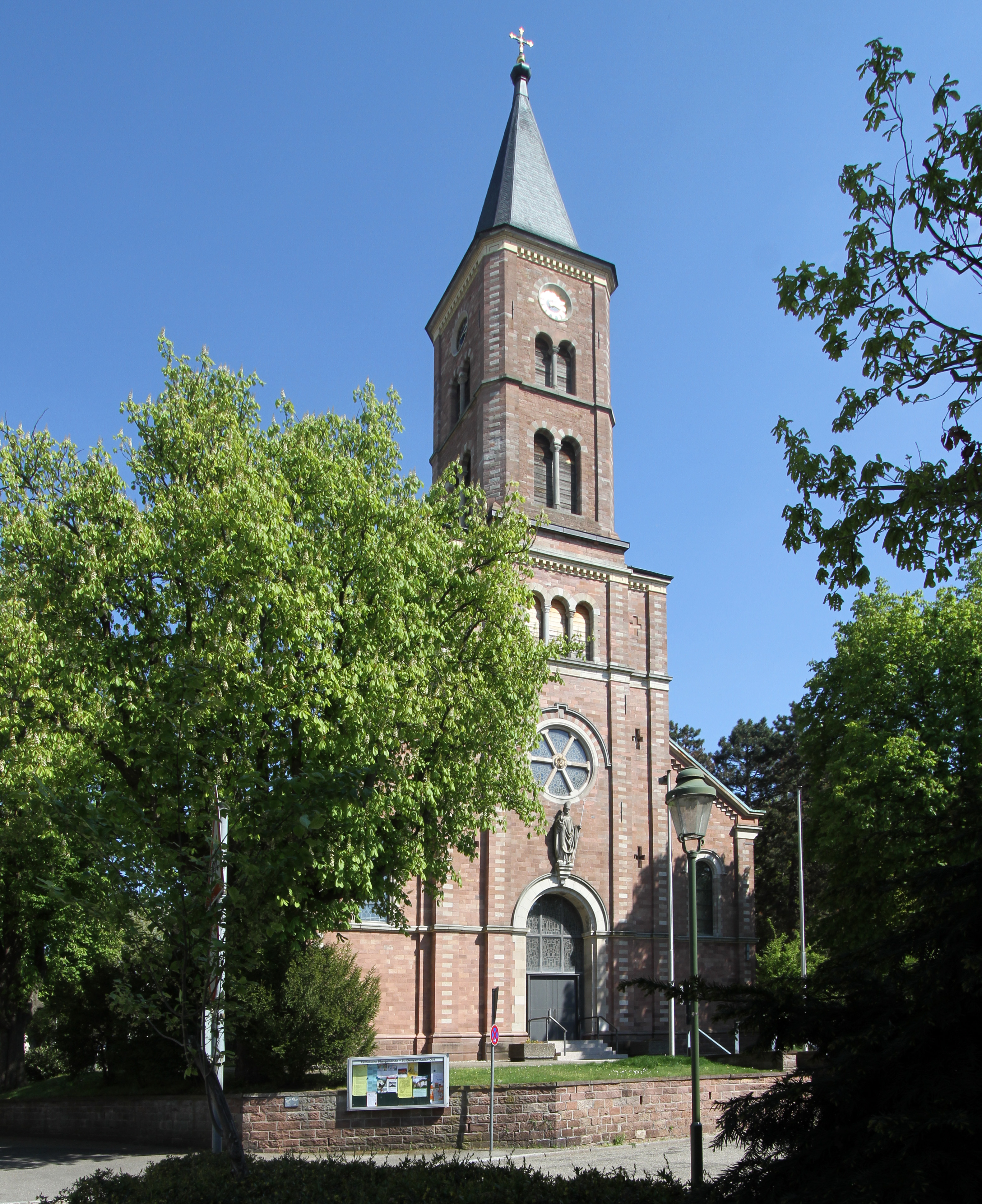
Oos-St. Dionysius
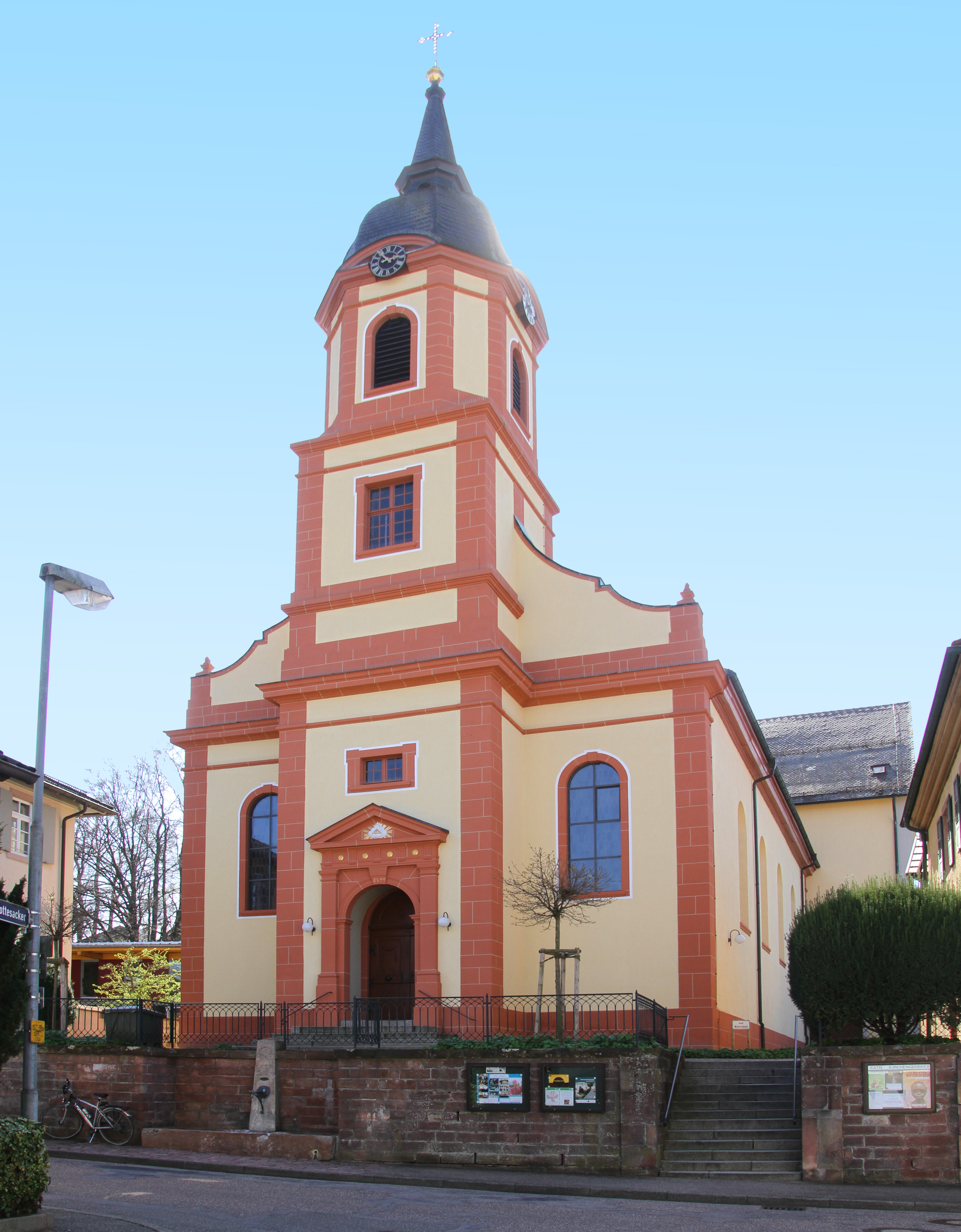
Haueneberstein-St. Bartholomäus
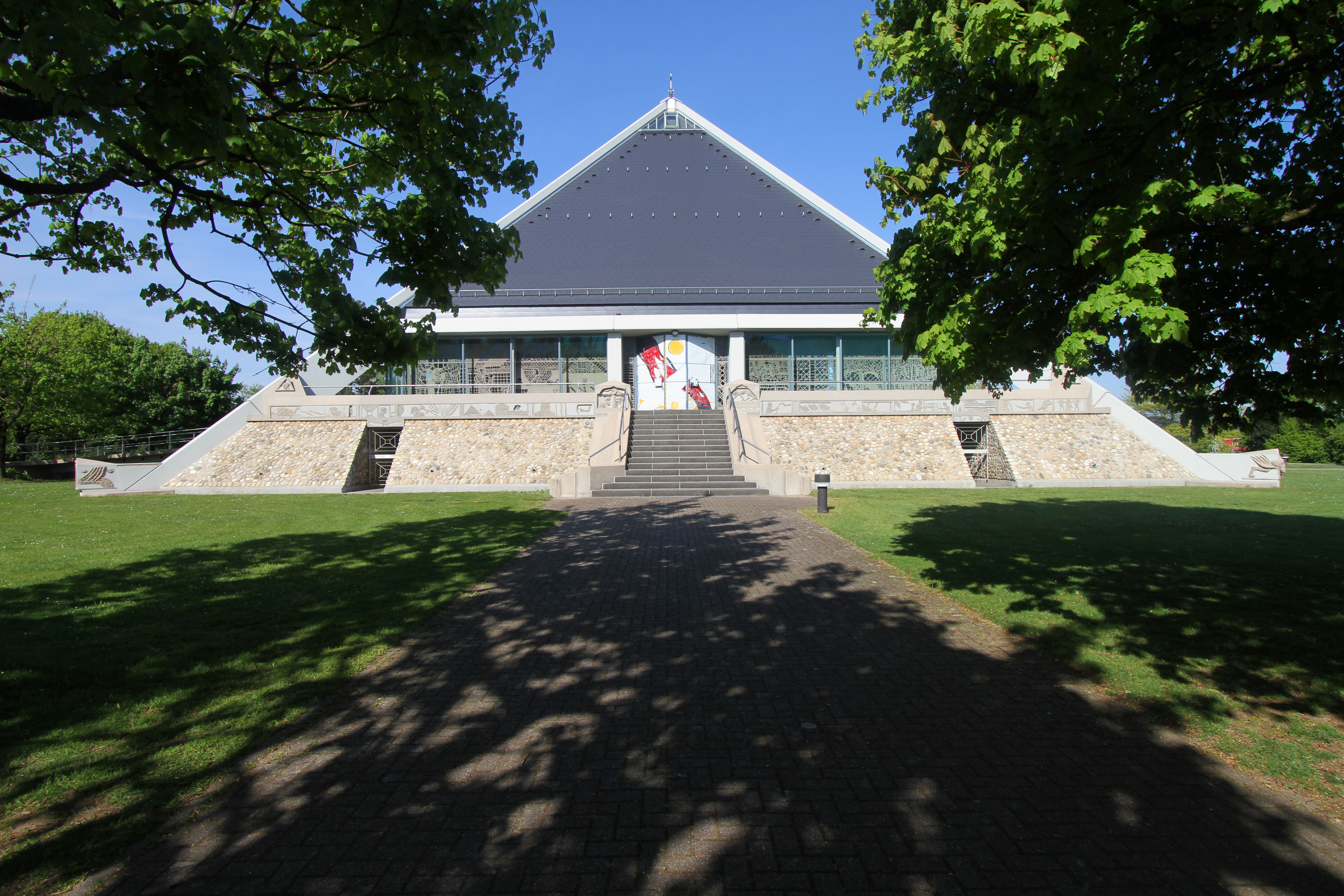
Autobahnkirche
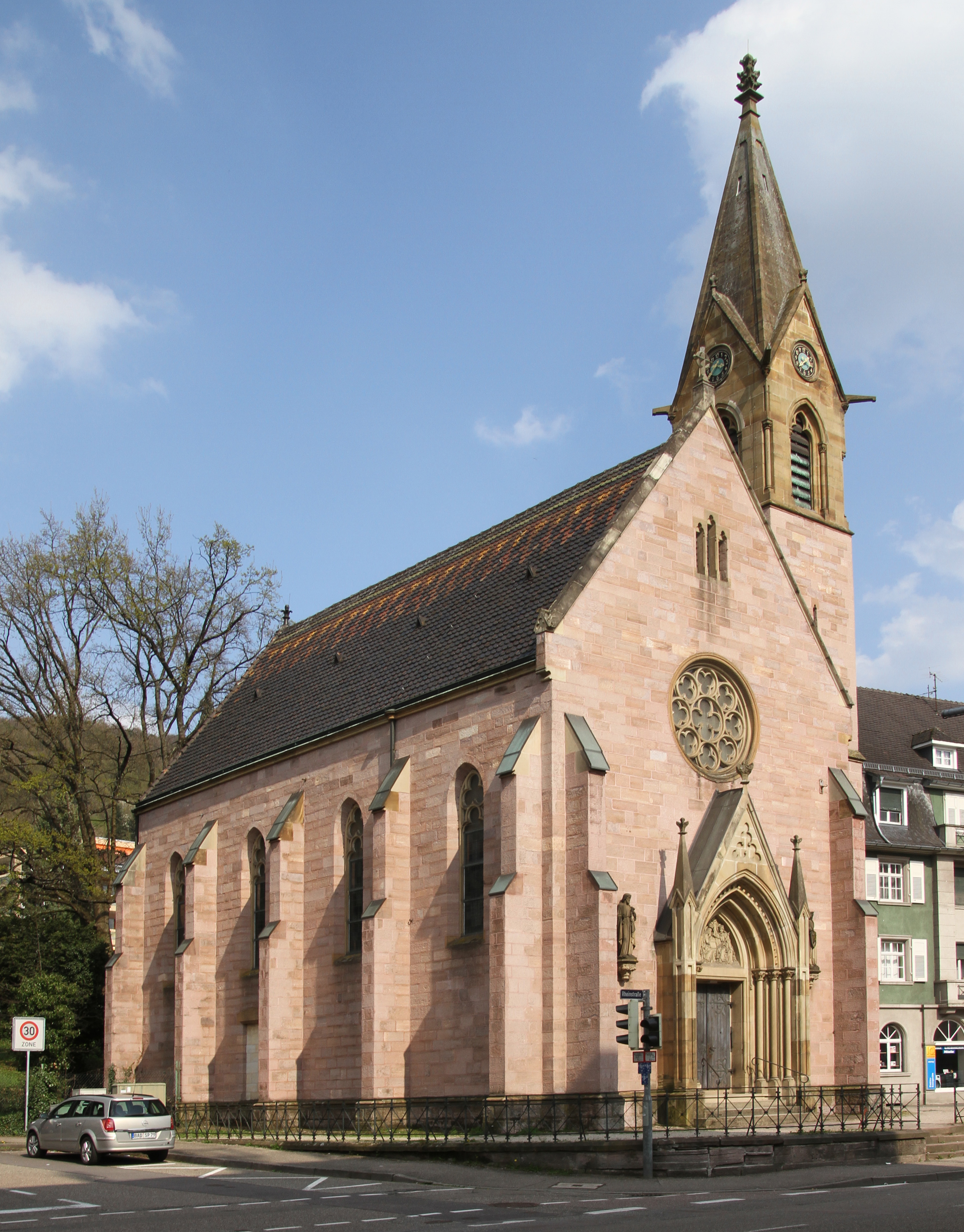
Dreieichenkapelle
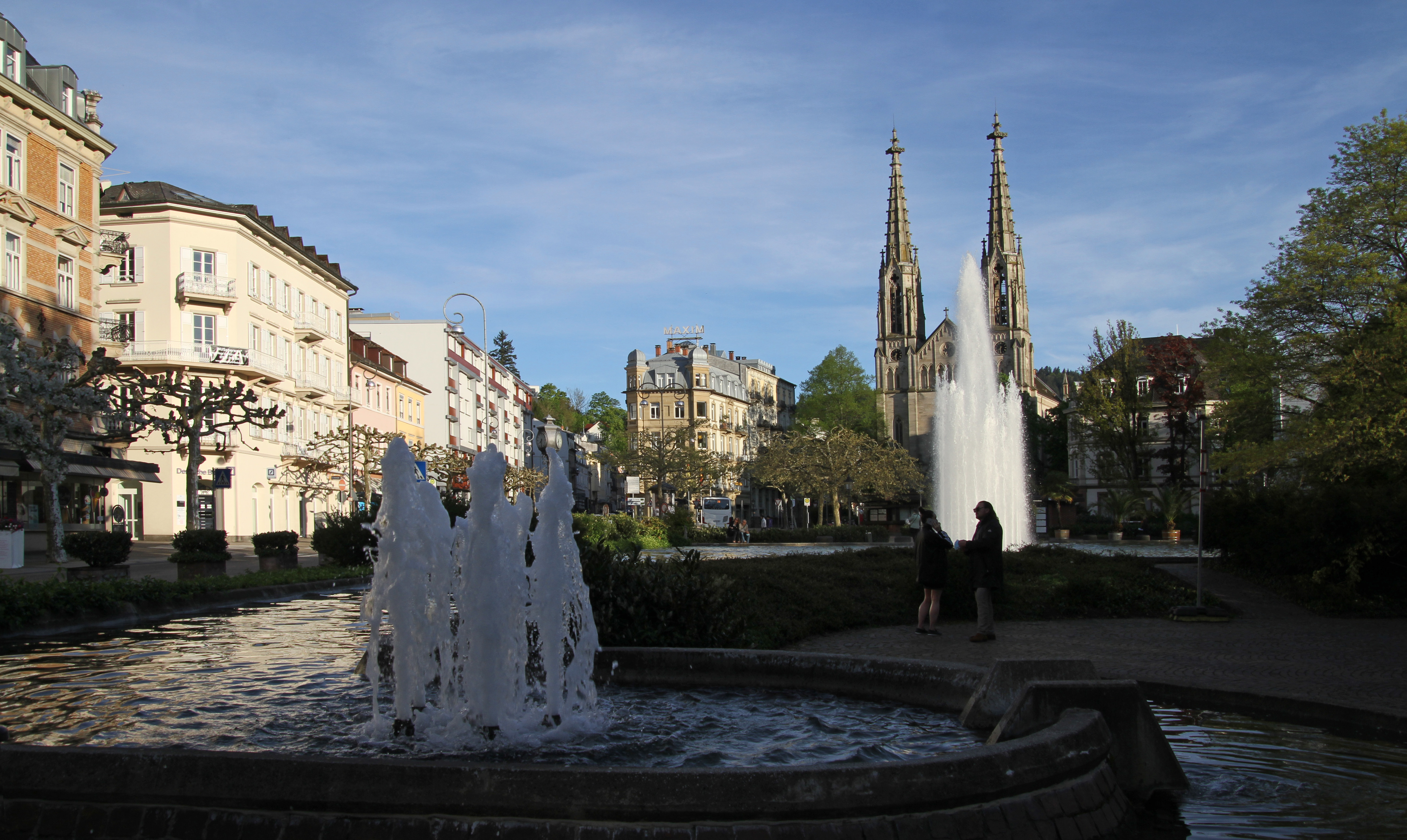
Evangelische Stadtkirche
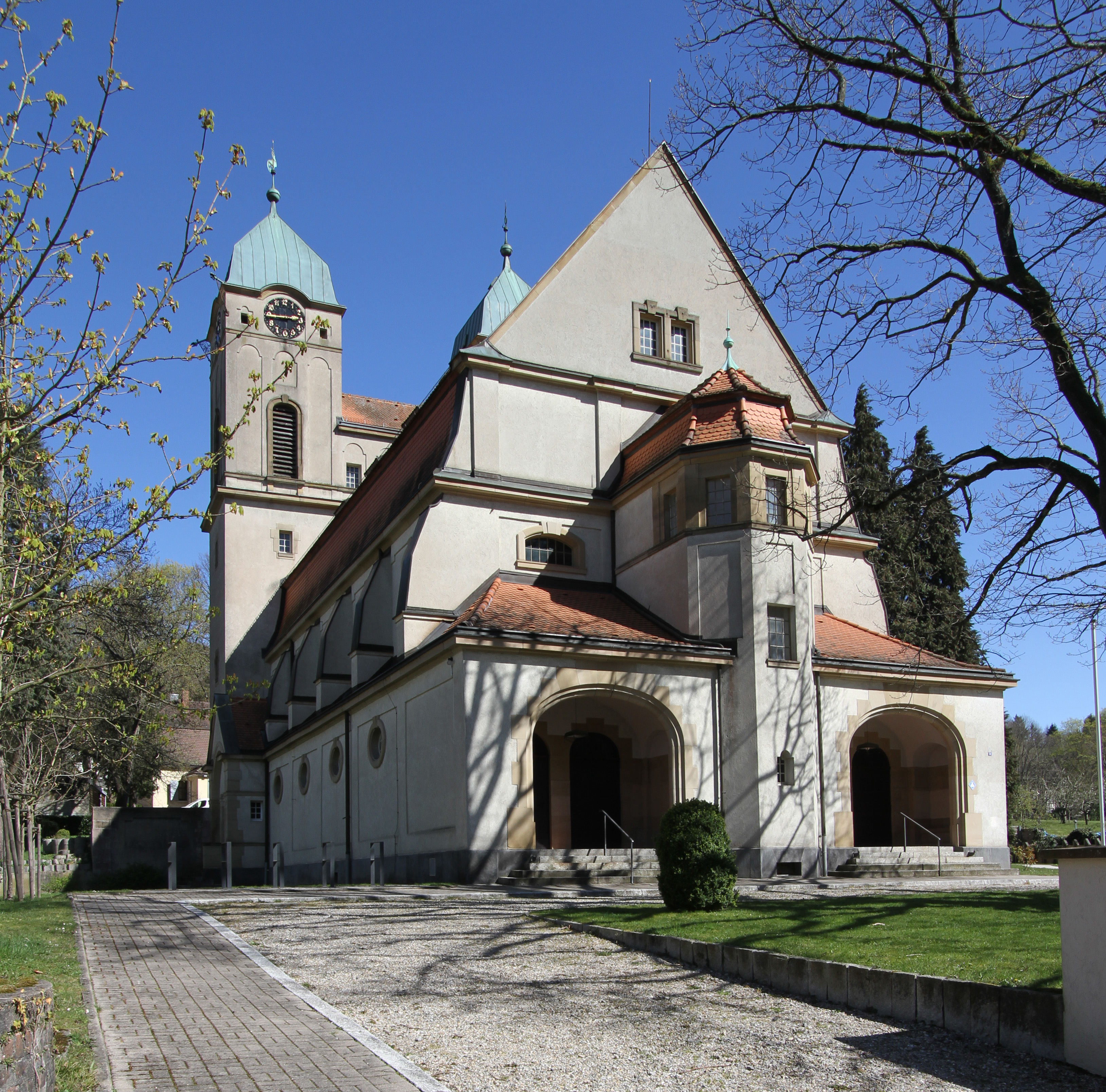
Luther Gemeinde
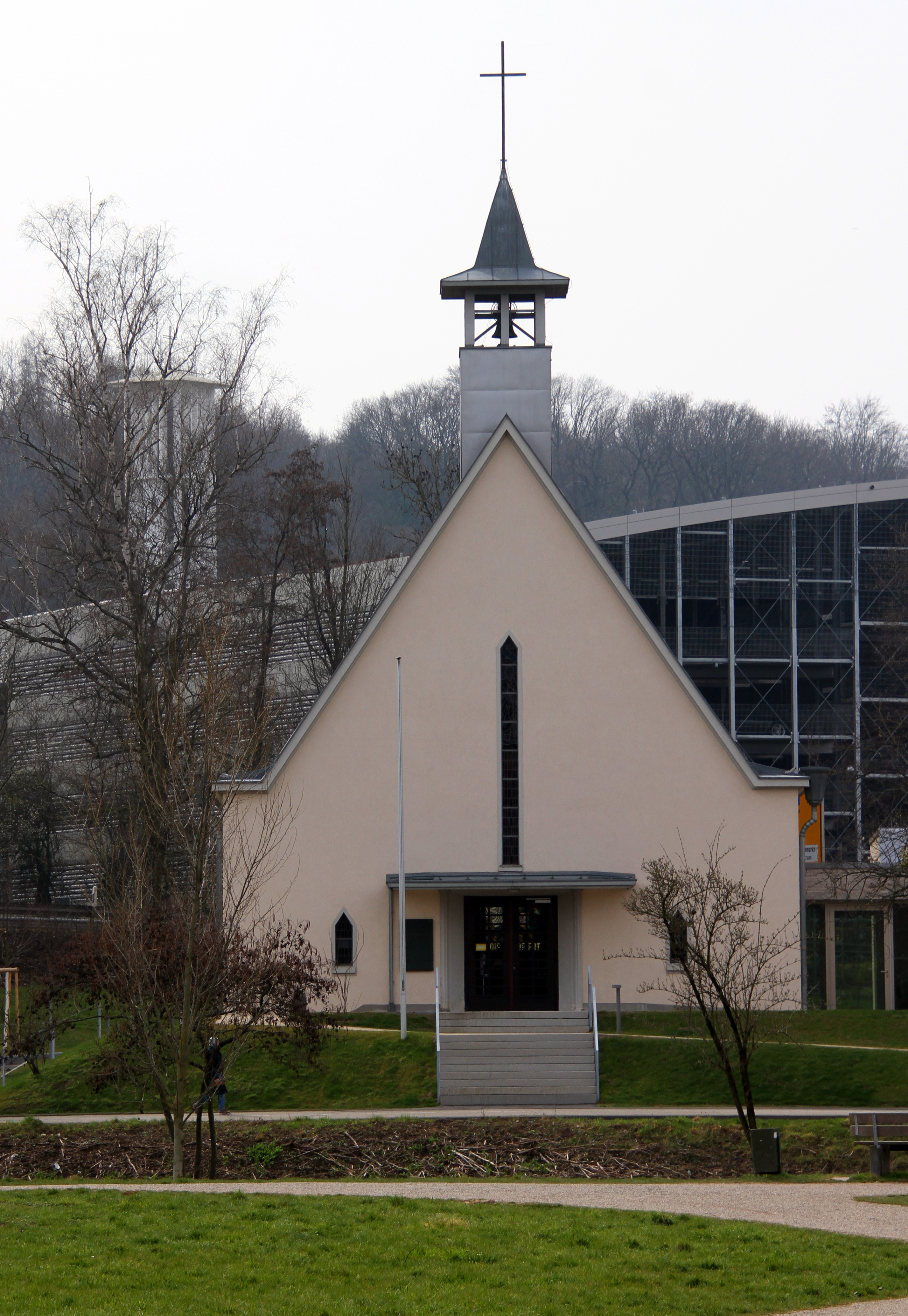
Friedenskirche
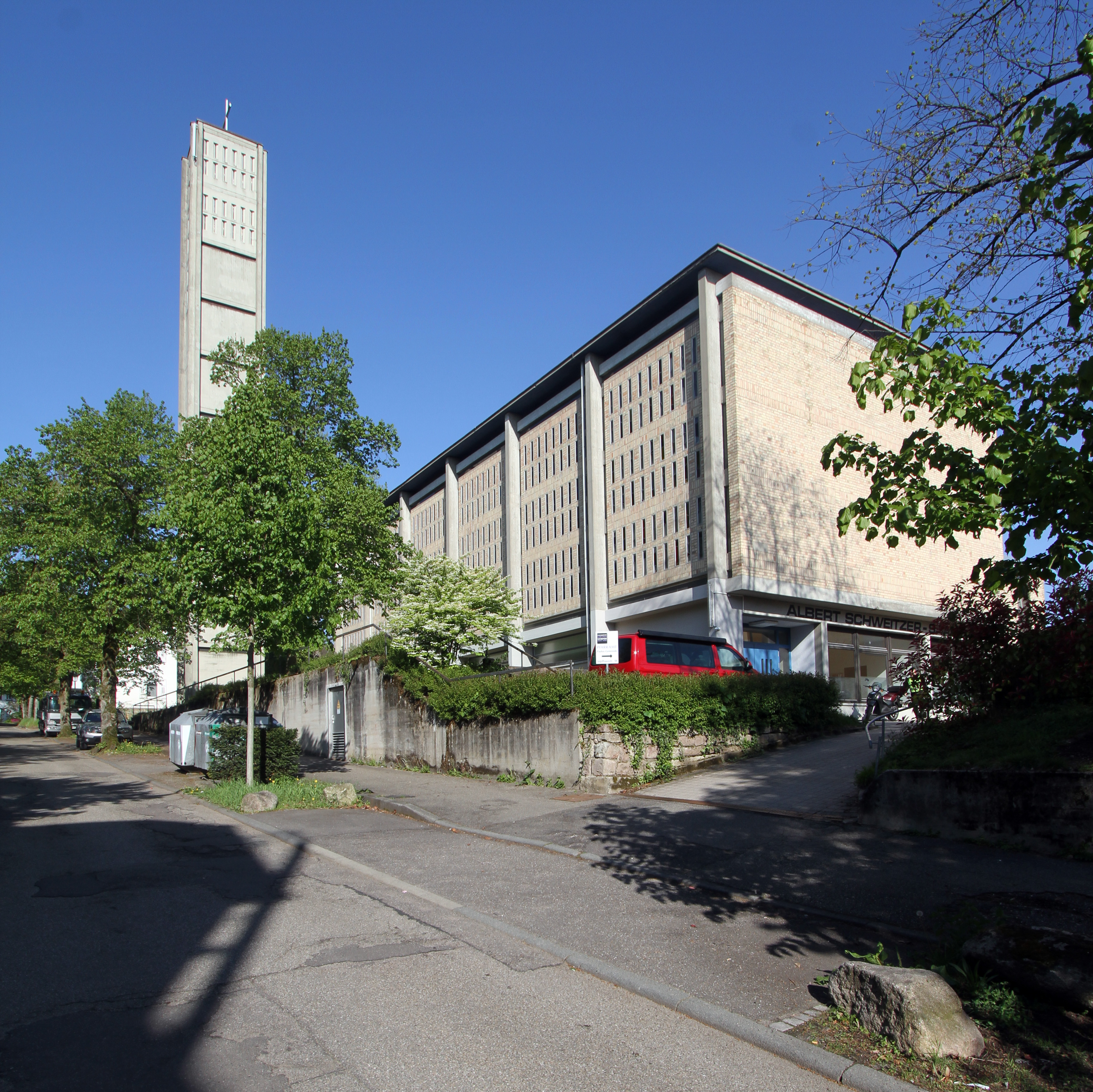
Paulus Gemeinde
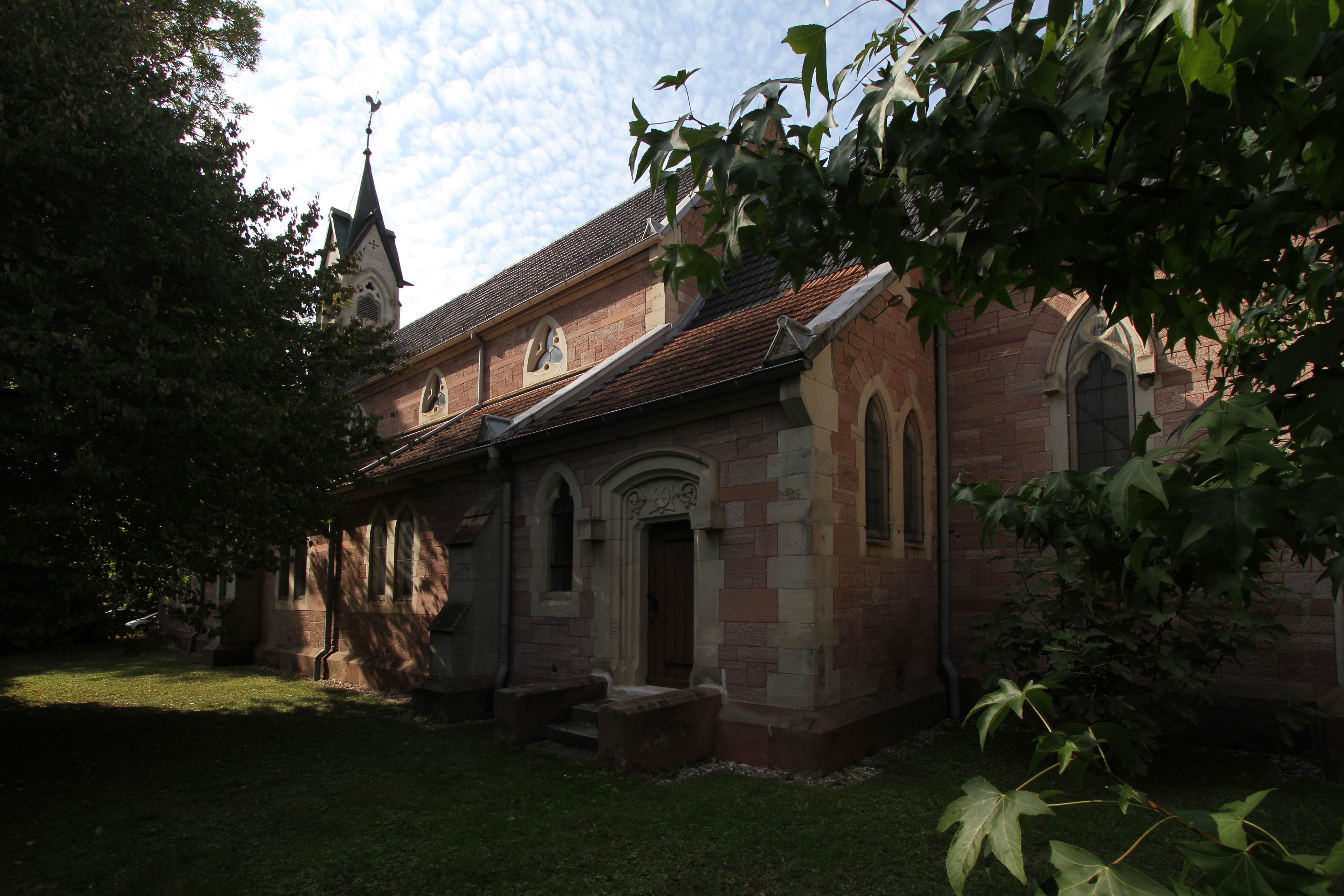
Johannis Kirche
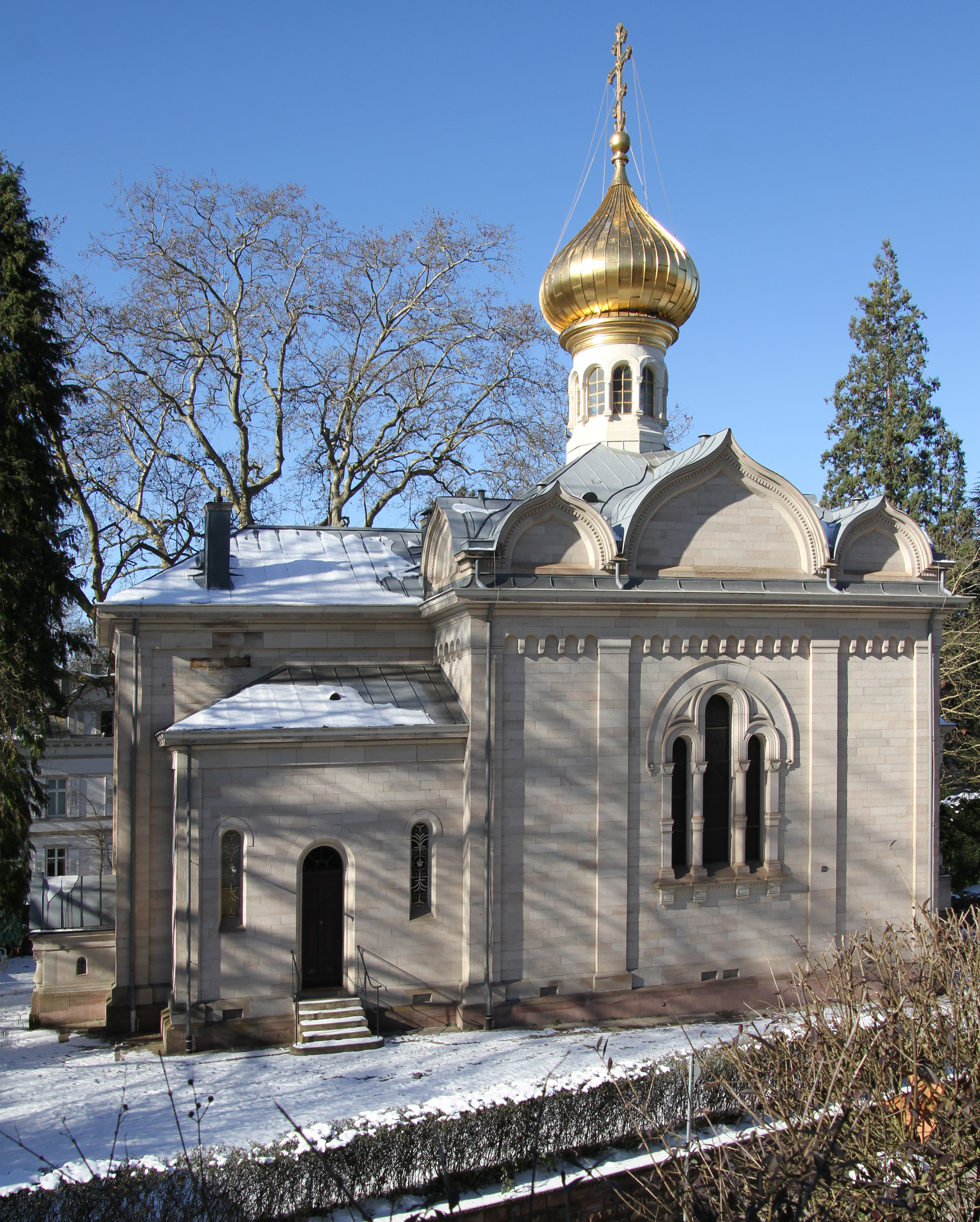
Église de la Transfiguration
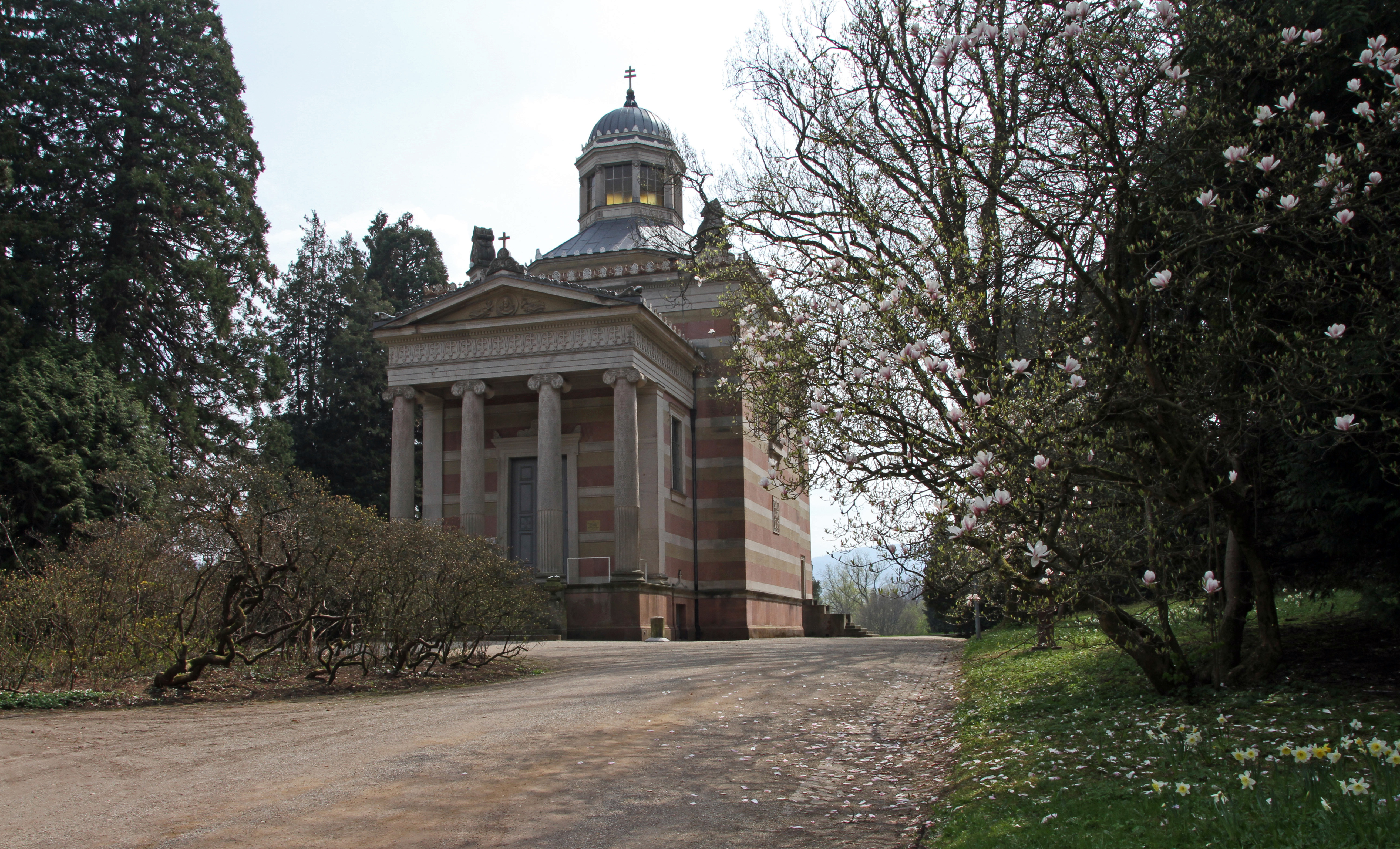
Chapelle orthodoxe roumaine
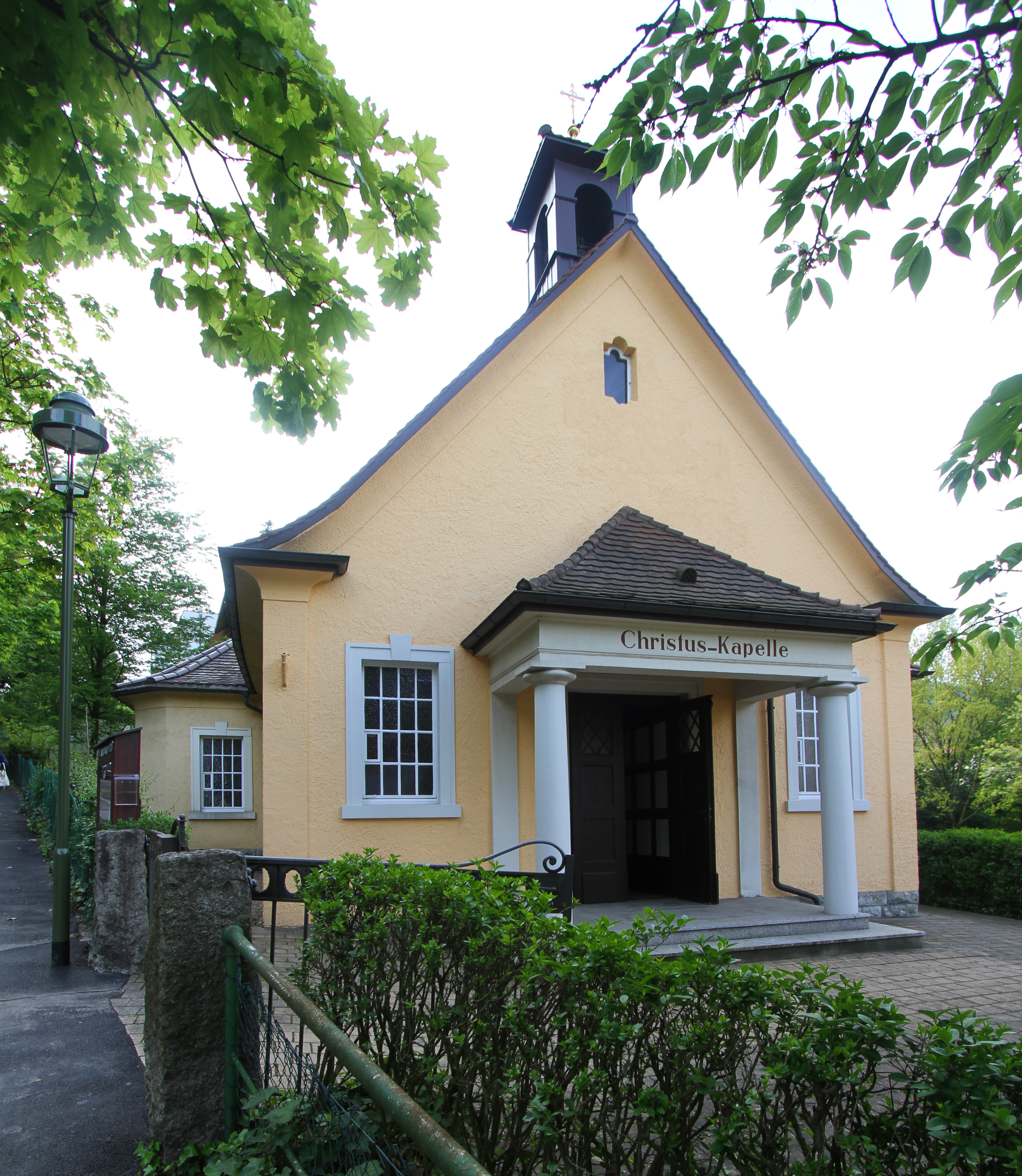
Église méthodiste

### Synagogue
Synagogue, Werderstraße 2 (derrière le Kurhaus)

### Mosquée
Une mosquée administrée par la DİTİB (de) (turque) se trouve dans le « quartier » (ancienne commune devenue « Ortsteil ») de Steinbach.

## Urbanisme
L'urbanisation croissante et le développement de la croissance automobile, conjugués à la topographie très particulière de la ville, ont conduit la municipalité à de grands travaux dans les années 1980 : ont ainsi été construits deux tunnels routiers à flanc de montagne, pour décongestionner le centre-ville, périodiquement embouteillé aux heures de pointe. L'un de ces tunnels, le Michaelstunnel, est long d'environ 1 500 m. Le financement de ces équipements a été relativement aisé, en raison de la richesse de la ville, qui reçoit de considérables revenus en raison de la présence du casino depuis le XIXe siècle.
Le départ des Forces françaises stationnées en Allemagne (FFSA, ex-Forces françaises en Allemagne, FFA), en 1999, a conduit à la reconstruction ou à la rénovation complète de plusieurs quartiers qui abritaient auparavant les « cités cadre » abritant les familles de militaires et de civils français (plusieurs milliers de personnes), ainsi que des équipements collectifs (écoles, collège et lycée, supermarchés) et de la caserne de l’armée de terre. Ces anciennes cités, qui portaient les noms de « Cité Bretagne », « Cité Normandie », « Cité Paris » et « Cité Thiérache », sont désormais usuellement désignées sous le nom collectif de « Stadtteil Cité ». L'ancienne « Cité Paradis » (qui tirait son nom de la Paradiesstraße), qui abritait les villas des officiers de haut rang ainsi que la Mission militaire soviétique de liaison auprès du commandement en chef des FFA, est désormais intégrée au quartier résidentiel environnant.

## Jumelages
- Menton, département des Alpes-Maritimes (France)
- Moncalieri (Italie)
- Yalta (Ukraine)
- Karlovy Vary (Tchéquie)
- Sotchi (Russie) (suspendu, cause : guerre Russo-Ukrainienne)[25]

## Patrimoine
L'UNESCO a inscrit Baden-Baden le 24 juillet 2021 au patrimoine mondial dans la série « Grandes villes d'eaux d'Europe » (en anglais : Great spas of Europe).

## Natifs et résidents célèbres
XIXe siècle
- Stéphanie de Beauharnais (1789-1860), fille adoptive de Napoléon qui fut grande-duchesse de Bade
- Adolphe Fourier de Bacourt (1801-1865), diplomate Français y séjourna fréquemment
- Théodora de Leiningen (1807-1872), demi-sœur de la reine Victoria y vécut
- Alexandre II de Russie (1818-1881), empereur de Russie y résida régulièrement
- Marie Nikolaïevna (1819-1876), princesse russe inhumée à Baden-Baden
- Fiodor Dostoïevski (1821-1881), écrivain russe, longtemps résident
- Johannes Brahms (1833-1897), pianiste et compositeur allemand, résident de 1863 à 1874
- Alexander Krafft (1835-1904), explorateur
- Otto von Diederichs (1843-1918), amiral mort à Baden-Baden
- Alexandre III de Russie, (1845-1894), empereur de Russie, y résida régulièrement
- Nicolas II (1868-1918), empereur de Russie, y résida régulièrement
- Louis II (1870-1949), prince de Monaco y est né
- Tatiana Gagarine, princesse russe inhumée à Baden-Baden
- Mathilde en Bavière, comtesse de Trani (1843-1925), sœur de l'impératrice d'Autriche ("Sissi"), y vécut;

XXe siècle
- La grande-duchesse douairière de Bade, née princesse Louise de Prusse (1838-1923) y décède en 1923,
- Pierre Boulez (1925-2016), compositeur et chef d'orchestre français, résident à Baden-Baden depuis les années 1950, citoyen d’honneur depuis le 15 décembre 2014[27], le titre lui étant remis le 18 janvier 2015[28],[29]. Pierre Boulez est mort dans cette même ville le 5 janvier 2016[30] et y est inhumé[31].
- Jacques Bénazet (de) (1778-1848), entrepreneur français à Baden-Baden
- Famille Oetker
- Otto Flake (1880-1963), écrivain
- Wilhelm Furtwängler (1886-1954), chef d'orchestre allemand, mort le 30 janvier 1954 à Ebersteinburg (aujourd'hui quartier de la ville de Baden-Baden)
- Dietrich von Choltitz (1894-1966), général allemand mort à Baden-Baden
- Louis-Ferdinand Céline : dans son roman Nord, l'écrivain décrit sur le ton de la dérision les quelques mois qu'il a passés de l'été à l'automne 1944 à l'Hôtel du Brenner.
- Rudolf Höß (1900-1947), né à Baden-Baden, premier commandant du camp de concentration et d'extermination d'Auschwitz, exécuté à Auschwitz pour crime contre l'humanité.
- Hermann Eckstein (1903-1976), militaire de la Légion Etrangère, compagnon de la Libération, est décédé dans cette ville.
- Tony Marshall (1938-2023), chanteur y est né.
- Alexandre von Meyendorff (1869-1964), né à Baden-Baden
- Éric Naulleau (né en 1961 à Baden-Baden), traducteur, écrivain et chroniqueur de radio et de télévision
- Jacques Grosperrin (né en 1955 à Baden-Baden), homme politique français, sénateur du Doubs
- Alexandra Kamp-Groeneveld (né en 1965 à Baden-Baden), actrice.
- Hedwig Potthast (1912-1994) Secrétaire et maîtresse du Reichsführer-SS Heinrich Himmler, avec qui elle a eu deux enfants qui avec elle vécurent après la guerre à Baden-Baden.
- Jean-Marc Rochette (né en 1956 à Baden-Baden), auteur de bande dessinée, peintre, sculpteur, écrivain.